# Anse (Rhône)
 (décembre 2020).
Pour les articles homonymes, voir Anse.
Ne doit pas être confondu avec Ance.
Anse est une commune française située dans le département du Rhône, en région Auvergne-Rhône-Alpes.

## Géographie

### Localisation et communes limitrophes

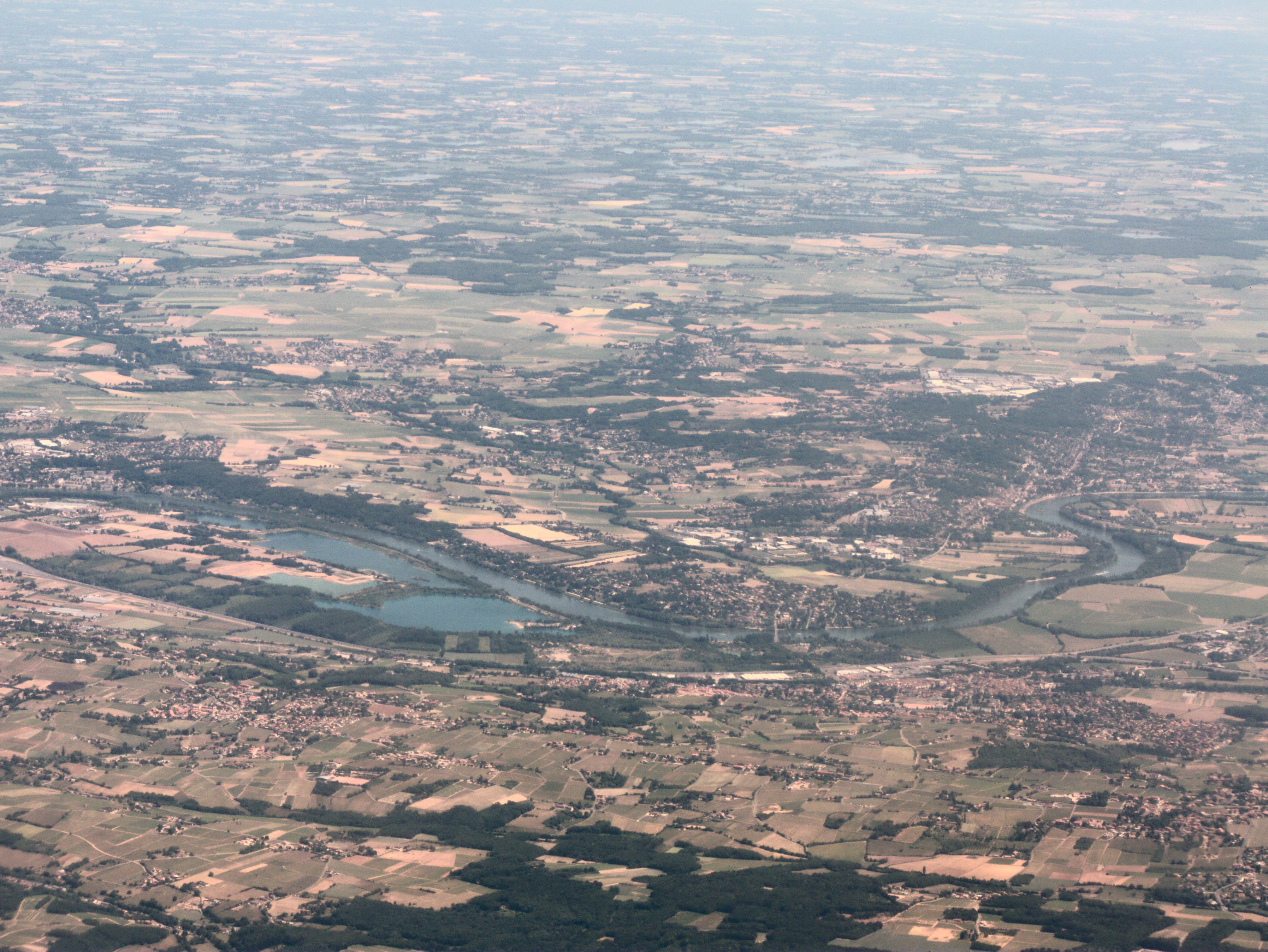
Vue aérienne.

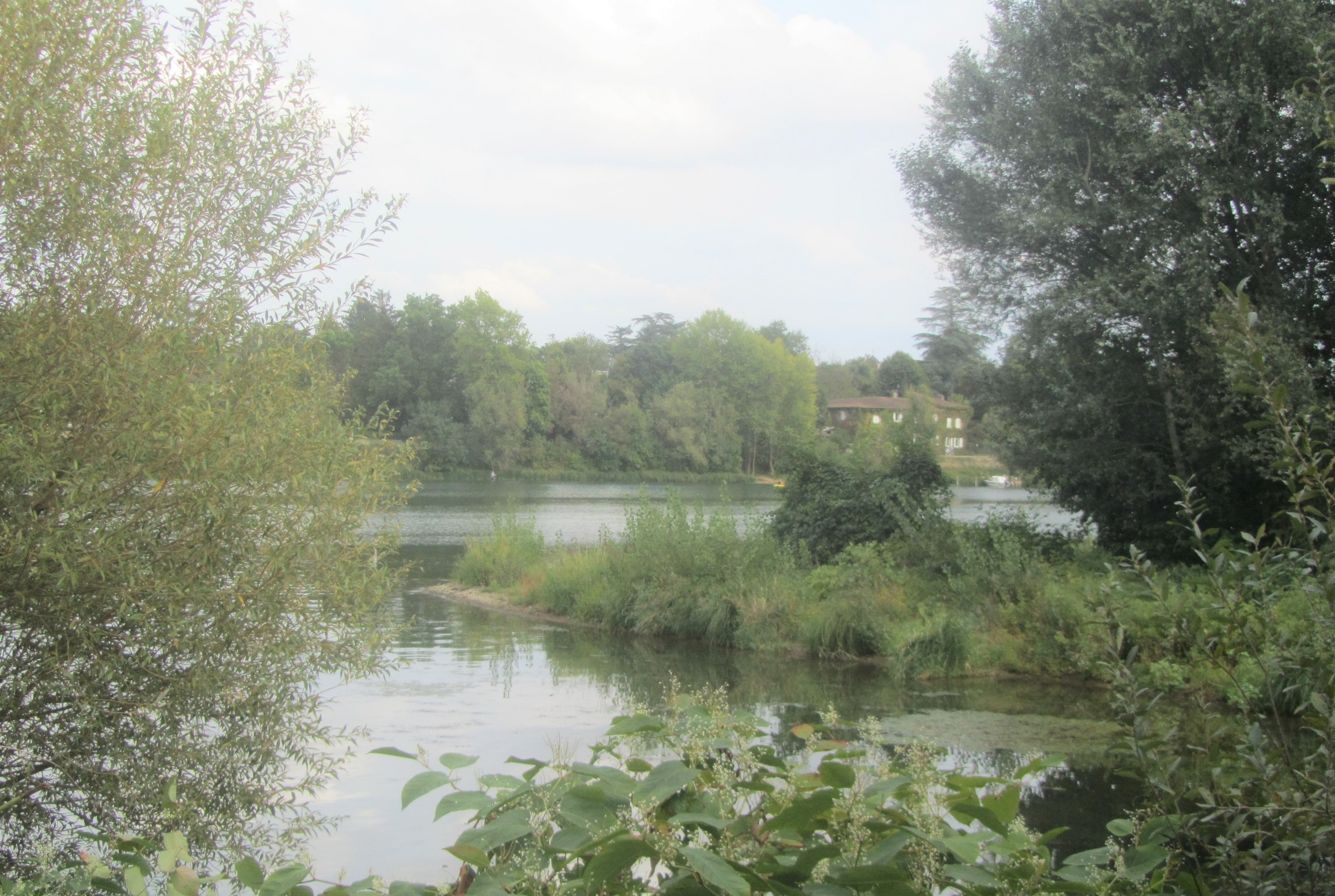
Confluence Saône-Azergues.

Située aux portes du Beaujolais, à 27 km au nord de Lyon et 6 km au sud de Villefranche-sur-Saône, la commune d'Anse s'étend sur 1 523 hectares. Le confluent entre l'Azergues et la Saône se situe sur le territoire de la commune.

### Description détaillée

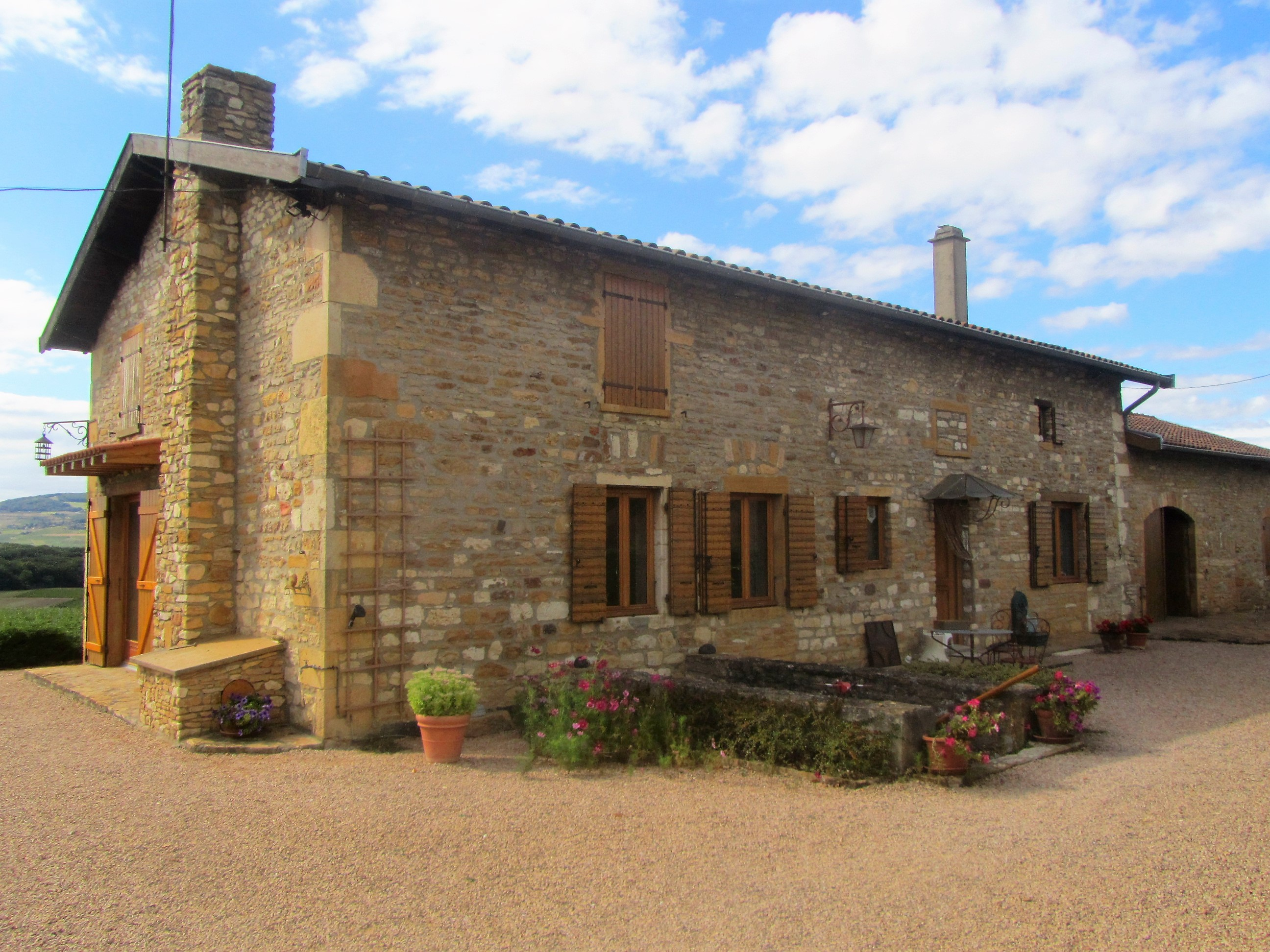
Maison typique en pierre dorée à Anse.

Le territoire de la commune d'Anse s'étend en rive droite de la Saône sur environ 15 km2. Il mesure 5 km d’est en ouest, dans sa plus grande dimension. Géologiquement, il est situé à l'articulation de deux éléments structuraux fondamentaux. Sa partie orientale, à l'altitude de 170 mètres, est une plaine constituée par les alluvions de la Saône à son confluent avec l'Azergues. Elle appartient au compartiment affaissé du Sillon formé par la Saône et par le Rhône. Par sa majeure partie au centre et à l'ouest, Anse se rattache en profondeur au socle du Massif central. Par-delà une étroite terrasse d'alluvions anciennes entre 175 et 190 mètres d'altitude, apparaissent les sédiments du Jurassique inférieur (début de l'ère secondaire) déformés par le contre-coup du plissement alpin sous forme d'un pli anticlinal d'alignement nord-sud qui culmine vers l'altitude de 350 mètres. L'armature calcaire de ses deux versants est et ouest a assuré sa protection contre l'érosion.
La nature de ces deux éléments opposés détermine leurs potentialités respectives. Le couloir de plaine alluviale est un axe majeur de la circulation à l’échelle de l’Europe et a vocation à accueillir le trafic national et international. Ses sols profonds sont favorables aux labours pour la grande culture. La seule contrainte résulte des dangers d’inondation, les plus imprévisibles provenant non pas de la Saône déjà assagie par un long parcours de plaine, mais de l’Azergues au flot plus impétueux au débouché des monts du Lyonnais et du Beaujolais et au régime très irrégulier, sensible aux aléas de la météorologie. La majeure partie de la commune est soustraite par son relief à de tels risques. La terrasse d’alluvions anciennes a fourni les assises du centre historique. Sur les flancs de l’anticlinal, la construction a été facilitée par la qualité de la roche calcaire, qui allie à la solidité la beauté de sa teinte, car ici commence le pays des pierres dorées. Les sols superficiels bien égouttés, la pente modérée et la bonne exposition aux rayons solaires ont favorisé la viticulture et mérité au territoire d’Anse de faire partie de la zone d’appellation Beaujolais.

### Géologie et relief
La superficie de la commune est de 1 523 hectares ; son altitude varie de 167  à   358 mètres.

### Hydrographie
- La Saône[2].
- L'Azergues[3].

### Climat
Pour des articles plus généraux, voir Climat d'Auvergne-Rhône-Alpes et Climat du Rhône.
En 2010, le climat de la commune est de type climat du Bassin du Sud-Ouest, selon une étude du Centre national de la recherche scientifique s'appuyant sur une série de données couvrant la période 1971-2000. En 2020, Météo-France publie une typologie des climats de la France métropolitaine dans laquelle la commune est exposée à un climat de montagne ou de marges de montagne et est dans la région climatique Nord-est du Massif Central, caractérisée par une pluviométrie annuelle de 800 à 1 200 mm, bien répartie dans l'année.
Pour la période 1971–2000, la température annuelle moyenne est de 11,9 °C, avec une amplitude thermique annuelle de 18,1 °C. Le cumul annuel moyen de précipitations est de 749 mm, avec 9,1 jours de précipitations en janvier et 6,2 jours en juillet. Pour la période 1991–2020, la température moyenne annuelle observée sur la station météorologique de Météo-France la plus proche, « Pommiers », sur la commune de Pommiers à 3 km à vol d'oiseau, est de 12,6 °C et le cumul annuel moyen de précipitations est de 778,0 mm,. Pour l'avenir, les paramètres climatiques de la commune estimés pour 2050 selon différents scénarios d'émission de gaz à effet de serre sont consultables sur un site dédié publié par Météo-France en novembre 2022.
| Mois                                  | jan.             | fév.            | mars           | avril         | mai            | juin         | jui.          | août           | sep.           | oct.            | nov.            | déc.            | année      |
| ------------------------------------- | ---------------- | --------------- | -------------- | ------------- | -------------- | ------------ | ------------- | -------------- | -------------- | --------------- | --------------- | --------------- | ---------- |
| Température minimale moyenne (°C)     | 1                | 1,4             | 4,3            | 7             | 10,7           | 14,3         | 16,2          | 15,9           | 12,3           | 9               | 4,6             | 1,7             | 8,2        |
| Température moyenne (°C)              | 3,7              | 4,9             | 8,8            | 12            | 15,9           | 19,8         | 22            | 21,7           | 17,4           | 13              | 7,6             | 4,3             | 12,6       |
| Température maximale moyenne (°C)     | 6,4              | 8,4             | 13,4           | 17            | 21,2           | 25,3         | 27,7          | 27,5           | 22,6           | 16,9            | 10,6            | 6,9             | 17         |
| Record de froid (°C) date du record   | −11,5 04.01.1993 | −12,9 05.02.12  | −10,3 01.03.05 | −3,9 08.04.03 | 0,3 05.05.1991 | 5,6 04.06.01 | 8 17.07.00    | 7,2 30.08.1998 | 3,5 30.09.1995 | −3,6 30.10.1997 | −9,1 23.11.1998 | −11 30.12.1996  | −12,9 2012 |
| Record de chaleur (°C) date du record | 17,8 10.01.15    | 21,3 24.02.1990 | 25 22.03.1990  | 29,4 25.04.07 | 33,5 25.05.09  | 38 22.06.03  | 40,5 31.07.20 | 40,1 07.08.15  | 34 14.09.20    | 28 04.10.11     | 22,6 03.11.05   | 19,5 16.12.1989 | 40,5 2020  |
| Précipitations (mm)                   | 47,3             | 38,1            | 45,3           | 58,4          | 73,4           | 70,3         | 76,3          | 72,8           | 70,4           | 86,2            | 85,3            | 54,2            | 778        |

## Urbanisme

### Typologie
Au 1er janvier 2024, Anse est catégorisée centre urbain intermédiaire, selon la nouvelle grille communale de densité à sept niveaux définie par l'Insee en 2022.
Elle appartient à l'unité urbaine de Lyon, une agglomération inter-départementale regroupant 123 communes, dont elle est une commune de la banlieue,,. Par ailleurs la commune fait partie de l'aire d'attraction de Lyon, dont elle est une commune de la couronne,. Cette aire, qui regroupe 397 communes, est catégorisée dans les aires de 700 000 habitants ou plus (hors Paris),.

### Occupation des sols
1523 hectares répartis en :
- 200 ha de vignes ;
- 480 ha de zone urbaine ;

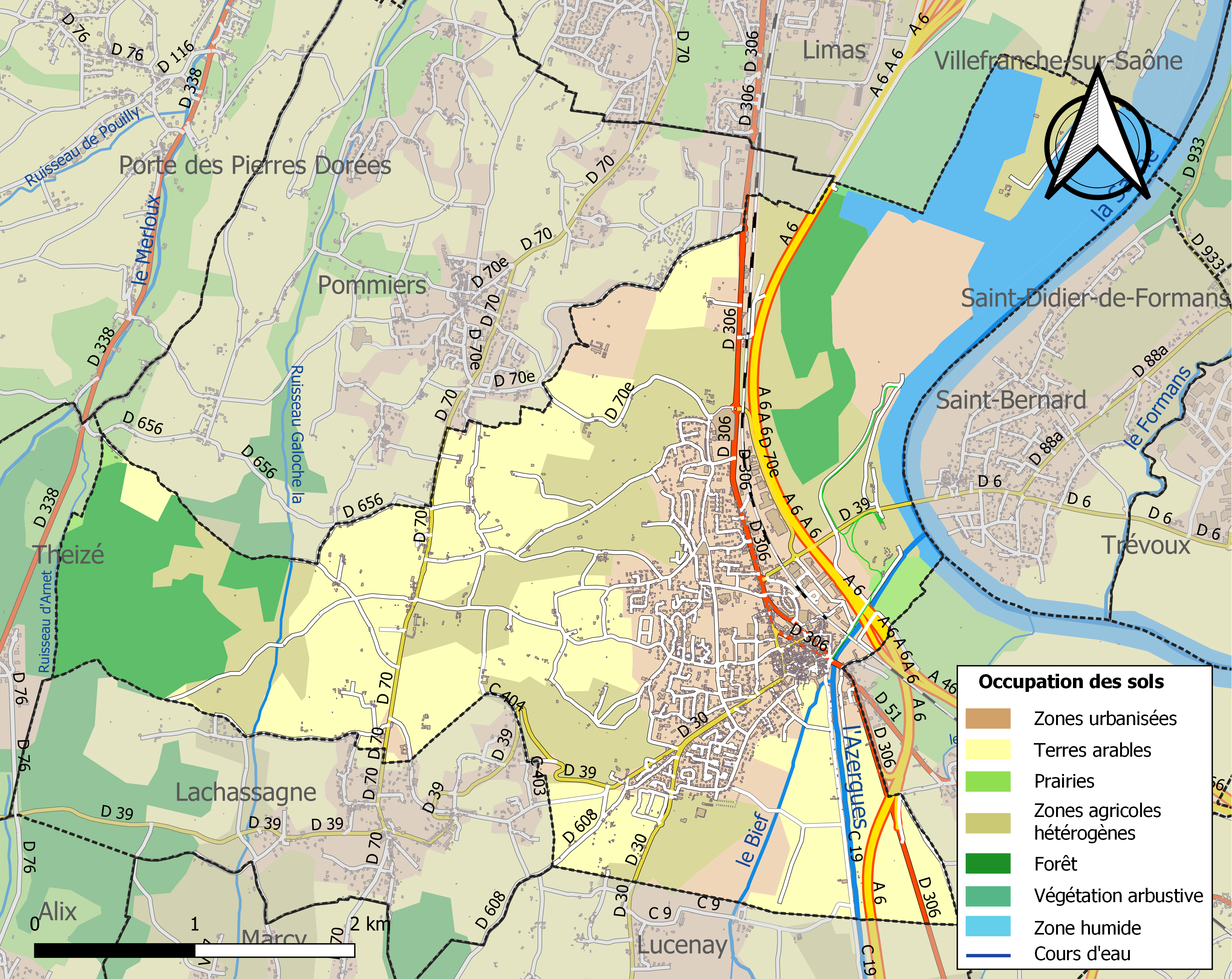
Carte des infrastructures et de l'occupation des sols de la commune en 2018 (CLC).

- 300 ha de bords de Saône et d'Azergues ;
- 400 ha de bois ;
- 50 km de voiries.

Zones agricoles hétérogènes (24,5 %), cultures permanentes (21 %), zones urbanisées (15,3 %), forêts (10,8 %), eaux continentales (9,6 %), espaces verts artificialisés, non agricoles (8,3 %), terres arables (7,2 %), zones industrielles ou commerciales et réseaux de communication (2,3 %), prairies (1 %). L'évolution de l'occupation des sols de la commune et de ses infrastructures peut être observée sur les différentes représentations cartographiques du territoire : la carte de Cassini (XVIIIe siècle), la carte d'état-major (1820–1866) et les cartes ou photos aériennes de l'IGN pour la période actuelle (1950 à 2023).

### Voies de communication et transports
La gare d'Anse est située sur la ligne de Paris-Lyon à Marseille-Saint-Charles. C'est une halte voyageurs SNCF du réseau TER Auvergne-Rhône-Alpes à accès libre, disposant d'automates pour l'achat de titres de transport TER.
Elle est desservie par des trains express régionaux de la relation : Mâcon-Ville (ou Villefranche-sur-Saône) - Valence (ou Lyon-Perrache, Lyon-Part-Dieu, ou Vienne).
Un parking vélo et un parking voiture y sont aménagés. Le parking relais d'Ansolia est aussi accessible de la gare à pieds.
Gare routière Transcalade.
Anse est située sur les lignes régulières des cars du Rhône - Sytral :
- Ligne 115 : Villefranche sur Saône - Lissieu ;
- Ligne 118 : Belleville - Lyon ;
- Ligne 138 : Villefranche sur Saône - Neuville.

Saônibus
- La ligne 1 du réseau Saônibus relie la gare à Reyrieux, via Trévoux. À partir du 29 août 2016, elle sera aussi desservie par la ligne 2 de ce même réseau, la reliant à Misérieux, via Trévoux[19]. Bornes électriques de rechargement de véhicules (Mairie et Salle des Colonnes) ;
- Plus d'attraction touristique que d'un moyen de transport est le Chemin de fer touristique d'Anse sur un écartement de 38 cm.

## Toponymie

### Anse
L'étymologie d'Anse est très controversée. La première mention de la localité apparaît au troisième siècle après J.-C. : Asa Paulini est le nom d'une étape de la voie romaine dite de l'Océan sur l'itinéraire d'Antonin. Un cartulaire de 885 la désigne sous le nom d'Ansa. On s'est autorisé cette appellation pour la rapporter à la forme incurvée du cours de la Saône au droit de la commune. Le même type d'interprétation fait dériver le nom de la ville voisine de Trévoux des trois voltes (courbes) du tracé de cette rivière. Une autre tradition attribue à Jules César, conquérant de la Gaule, la fondation d’un camp fortifié dénommé Antium, déesse de la Fortune, à l'imitation de la cité homonyme du Latium, près de Rome. La proposition la plus solidement étayée dans le cadre de l'archéologie préventive dirigée sous la direction de Jean-Claude Béal traduit le mot asa par courant d'eau : la forteresse établie par les Romains pour mettre voyageurs et marchandises en sûreté et à l'abri des inondations aurait été reliée à la Saône par un chenal de 900 mètres dont le tracé correspondrait au cours actuel dévié de l'Azergues à partir de 1769. Le personnage de Paulinus à l'initiative de ce creusement ne peut encore être identifié.

### Lieux-dits et écarts
- Graves-sur-Anse

## Histoire
L'occupation du site dès la protohistoire est attestée par la découverte de divers objets datés de l'âge du bronze, pointes de lances, hache, épées, une épingle à tête conique. Des pointes de lance gauloises en fer datées de l'âge du fer 2 ou la Tène comme divers autres objets, dont une petite coupe en terre noire, une assiette gauloise en terre cuite grise.

### Temps gallo-romains

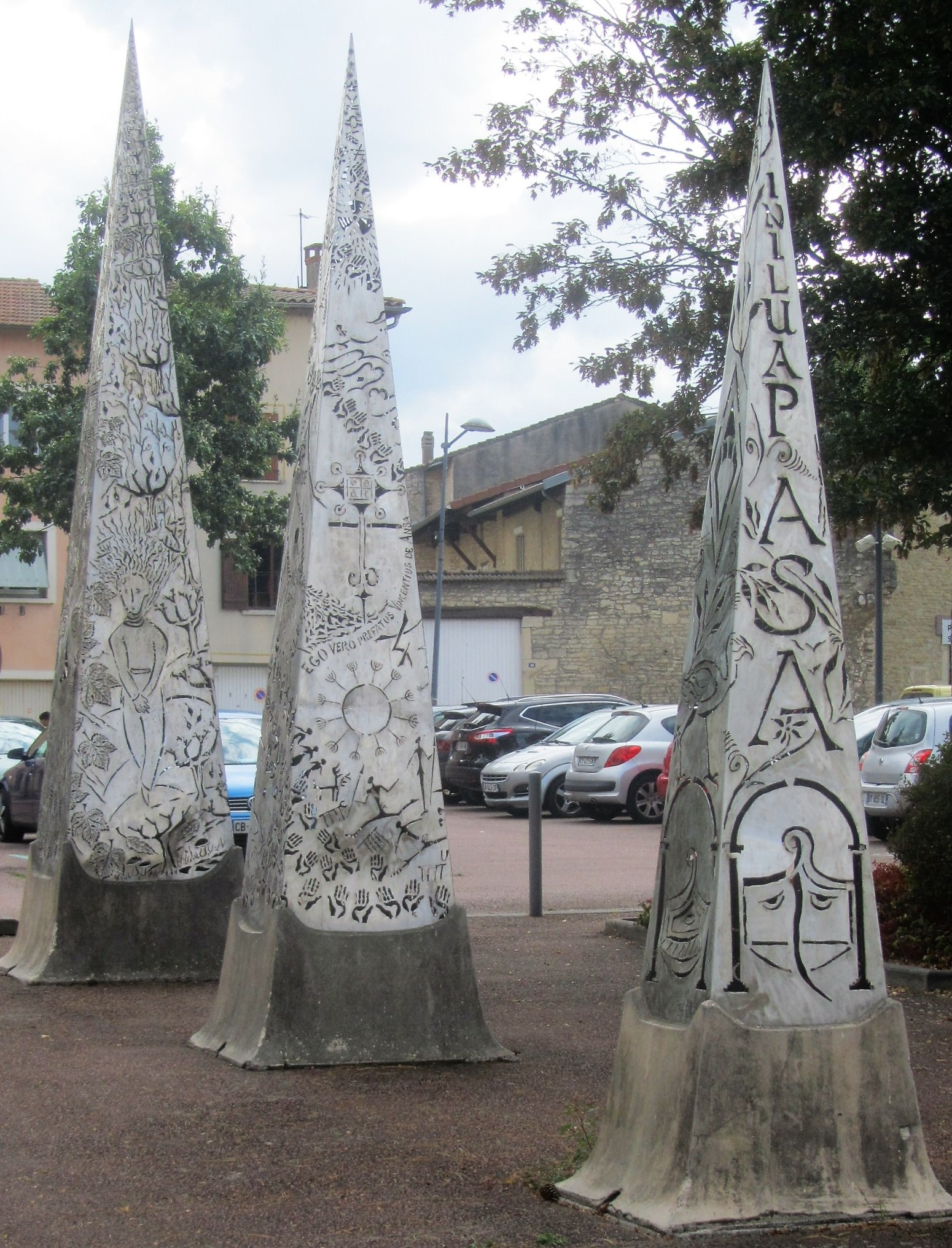
Pyramides Da Costa : la première porte le nom d'Asa Paulini et les proues de navire de la mosaïque.

D'après les travaux les plus récents, il convient d'abandonner l'idée de la fondation d'une ville sur le territoire d'Anse dès les débuts de la conquête de la Gaule par Jules César, ainsi que de la présence d'un palais de l'empereur romain Auguste. Sans doute Anse se trouvait sur le tracé de la voie romaine de l'Océan de Lugdunum à Gesoriacum (la future Boulogne-sur-Mer) comme en témoigne la découverte d'une borne milliaire dans le quartier de Brianne, actuellement aux abords du sentier des Archers, datée entre les années 43 et 46 après J.-C. Elle porte une inscription gravée : « AVDIVS DRVS F. / VSTVS GE / AXIMS / DESIG / TI. Claudius Drusii Filius / Caesar Augustus Germanicus / pontifex maximus. Tribunicae potestate / I... designatus ». Elle a été classée le 3 mars 1979.
En revanche, le développement de la civilisation gallo-romaine à la même époque est attesté depuis la découverte de la villa de la Grange du Bief en 1843 par J.F.A. Peyré. Ce notable exerçait les fonctions de notaire puis de magistrat dans sa ville natale. Alerté par l'agriculteur propriétaire des lieux, il est intervenu en urgence pour la conservation des premiers vestiges dont un fragment de 7 mètres par 3 mètres d'une remarquable mosaïque transférée en 1910 au Château des Tours. À 1 km environ au sud-ouest du centre-ville, ce toponyme de Grange du Bief désigne depuis le Moyen Âge un groupe de bâtiments ruraux installé sur la terrasse des 190-175 mètres et son rebord jusqu'au Bief des Moulins, ancien bras de l'Azergues. Cette villa est remarquable par sa superficie de l'ordre de 3,3 ha pour les seuls bâtiments et jardins intérieurs, ce qui lui a valu d'être comparée aux plus grandes connues comme celle d'Orbe, en Suisse romande. Il faut, en effet, y ajouter, entre autres, la présence d'un nymphée et de thermes qui témoignent de la fortune du propriétaire assise sur les revenus terriens et le transport fluvial, si près de la Saône. La mosaïque dite des proues de bateaux ornait la plus grande salle de l'aile orientale de la villa. Elle a été classée monument historique en 1908. Quelques fragments de décors muraux peints ont également été conservés. La date de l'année 100 est donnée comme repère de la construction de cette villa. C'est également au début de l'époque impériale romaine qu'aurait été construite sur le territoire de la commune la villa de Bancillon accrochée sur le coteau jusqu'à l'altitude de 200 mètres, à 700 mètres au nord du bourg sur une superficie d'environ deux hectares. Quatre de ses mosaïques ont pu être identifiées.
Le nom même d'Asa Paulini comme relais sur la voie de l'Océan selon l'itinéraire d'Antonin n'apparaît qu'au IIIe siècle. De cette époque (après 250 apr. J.-C.) date en effet la création de la forteresse enfermant le quartier de Châteauvieux. Quelques vestiges du mur d'enceinte en forme de D ont été conservés. D'une épaisseur de 3 mètres, il était ponctué de 11 tours espacées d'une trentaine de mètres. Sa superficie d'environ 1,3 ha est de dimension modeste par comparaison avec celle de Matisco (Mâcon) de 25 ha. On n'y a pas décelé de traces d'habitations car la forteresse avait pour vocation de mettre les voyageurs et plus encore les marchandises en sûreté ; elle jouait ainsi pleinement son rôle d'étape. Le nom d'Asa, comme il a déjà été dit à propos de l'étymologie, peut être interprété comme « courant d'eau » et désignerait un chenal de 900 mètres assurant la jonction avec la Saône selon un tracé correspondant à celui de l'Azergues actuelle depuis sa déviation au milieu du XVIIIe siècle. Paulinus, auteur de ce creusement, n'a pas été identifié. Le raccordement de la forteresse avec la voie romaine était assuré par une courte bretelle.
Des fouilles entreprises en 2017 dans le quartier de Saint-Romain ont mis au jour une partie d'une importante nécropole avec 140 tombes en inhumation datant des Ve et VIe siècles. Cette pratique, succédant à l'incinération, s'est vulgarisée avec la christianisation. Le saint Romain éponyme qui aurait vécu entre 390 et 460 avait acquis une grande popularité comme en témoignent les noms de très nombreux villages ou églises de paroisses en région lyonnaise. Du Ve siècle également date la fondation dans le même quartier d'une basilique appelée à un brillant destin comme siège de plusieurs conciles du XIe au XIIIe siècle. Ces indices concordants semblent conduire à une conclusion paradoxale : c'est en ces temps de décadence de l'Empire romain que le bourg d'Anse aurait connu son développement le plus important.

### Du Moyen Âge à la Renaissance

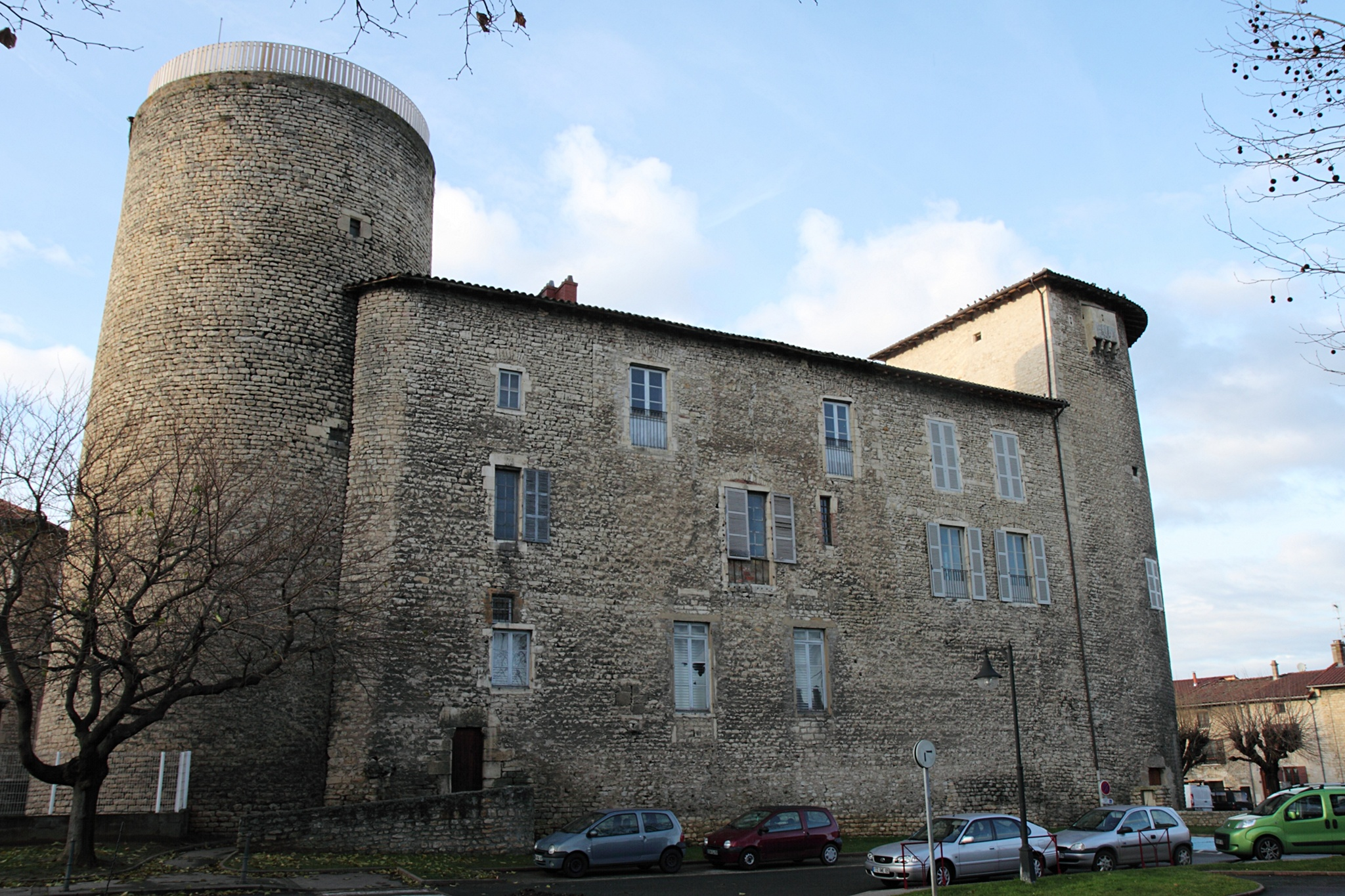
Château des Tours façade est.

L'histoire d'Anse pendant cette longue période se confond essentiellement avec la vie religieuse. Pendant le haut Moyen Âge, Saint-Romain joue un rôle central avec sa basilique mais aussi son hôpital et son cimetière. Cette basilique aurait bénéficié de toutes les attentions pendant la renaissance carolingienne de la part de l'évêque de Lyon Leidrade : « Le prieuré-cure et son église sont disposés de manière à recevoir une grande quantité de prélats et de prêtres… Il devint le lieu de prédilection choisi par les hauts dignitaires de l'Église pour y présider leurs conciles ». Au XIIIe siècle c'est l'église Saint-Cyprien, mentionnée pour la première fois en 1225, qui devient le centre de la paroisse. Elle devait le rester jusqu'en 1613, date à laquelle ce rôle sera tenu par l'église Saint-Pierre, d'ancienne fondation, située en-dehors du rempart médiéval,.
Au début du XIIIe siècle toute l'attention se porte sur le rôle de Renaud de Forez, archevêque de Lyon de 1193 à 1226. À une époque où les pouvoirs spirituel et temporel sont confondus, le prélat exerce automatiquement les fonctions de comte de Lyon. De par sa naissance ce fils du comte de Forez Guigues II de Forez était idéalement placé pour souder l'unité entre ces deux comtés souvent rivaux dans le passé. La menace ne pouvait donc plus venir que des sieurs de Beaujeu. Déjà en 1140 le sire Humbert III de Beaujeu avait fondé Villefranche pour renforcer ses positions face aux chanoines-comtes du chapitre de Saint-Jean, richement dotés dans le secteur d'Anse. Si l'action de Renaud du Forez sur le plan pastoral a pu être contestée, personne n'a remis en cause son efficacité sur le plan politique. Face aux ambitions de Guichard IV de Beaujeu puis de son fils Humbert V de Beaujeu il s'est mis en devoir de protéger sa frontière nord. Il apporte son soutien aux seigneurs de Ternand et du Bois-d'Oingt pour l'entretien de leur château et fait construire à Anse entre 1213 et 1218 l'imposant château des Tours dont la masse domine toujours la cité depuis 800 ans. Pour éviter aux Ansois la tentation de changer de camp, ceux-ci ont été les premiers à bénéficier d'une charte garantissant leurs droits à gérer les affaires communales,.
Avec le rattachement du Lyonnais et du Forez au royaume de France au début du XIVe siècle sous le règne de Philippe le Bel disparaissait la menace d'une attaque beaujolaise mais la sécurité intérieure n'était pas garantie pour autant contre le brigandage armé. C'est pourquoi le besoin se fit sentir d'une nouvelle enceinte fortifiée. L'enceinte gallo-romaine avait déjà été renforcée à l'initiative d'Étienne de Rochetaillée, doyen du chapitre de Saint-Jean (1175–1210). Il y avait fait ouvrir une porte moderne et surélever les tours. Mais ce castrum vetus n'était plus à la mesure d'une population en forte augmentation. La première mention de ce castrum novum date de 1302. Au sud ses limites se confondaient avec celles du camp gallo-romain. Sur les autres côtés son tracé correspond aux actuelles rues des Remparts à l'ouest, du Père Ogier et Saint-Pierre au nord et de la Gravière à l'est. La communication s'effectuait par quatre portes : du Pont à l'est, du Marché ou Récepte au nord-est, Saint-Pierre ou du Trève au nord-ouest et des Tours à côté du château.
En 1358, le bruit court que les ennemis s'apprêtent à attaquer Lyon. Anse et les villes avoisinantes sont placées en état d'alerte. La muraille en a été renforcée en 1359 ce qui n'a pas empêché la prise de la ville en 1363 avec la mise à sac du château. On était alors en pleine guerre de Cent Ans. Pendant les périodes de trêve, comme ce fut le cas après le traité de Brétigny en 1360, les mercenaires sans emploi se livraient au pillage des contrées. Leur bande a été particulièrement active dans la région à partir de 1360. Sous la conduite de leur chef Seguin de Badefol ces « Tard-Venus » se sont emparés d'Anse qui a servi de base de leurs expéditions dans la vallée de la Saône et le nord du Lyonnais. L'Église ne put récupérer ses biens en 1365 qu'en s'acquittant d'une forte rançon. Les troubles devaient persister jusqu'en 1391.

### De la Renaissance à la Révolution

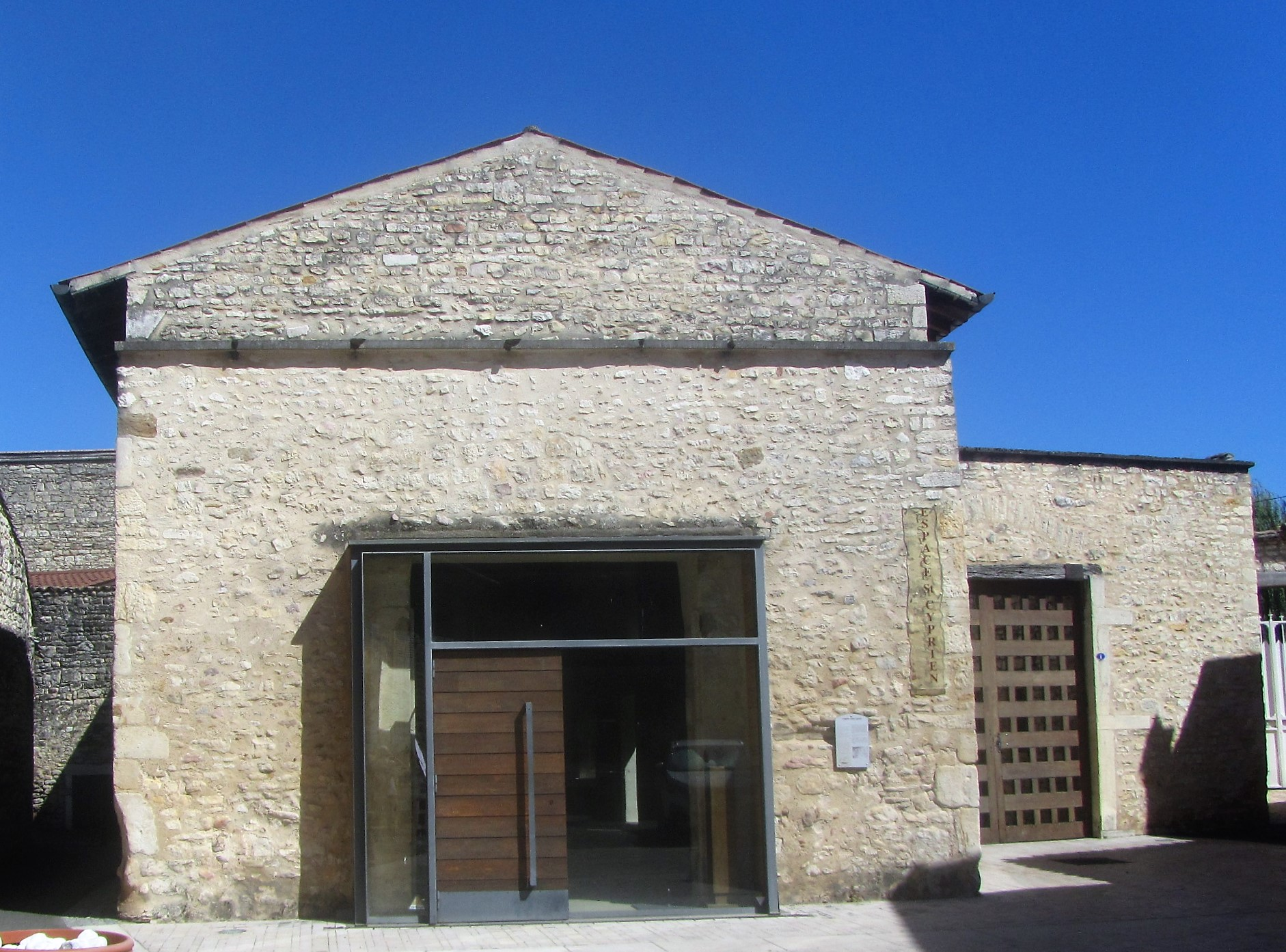
Église Saint Cyprien.
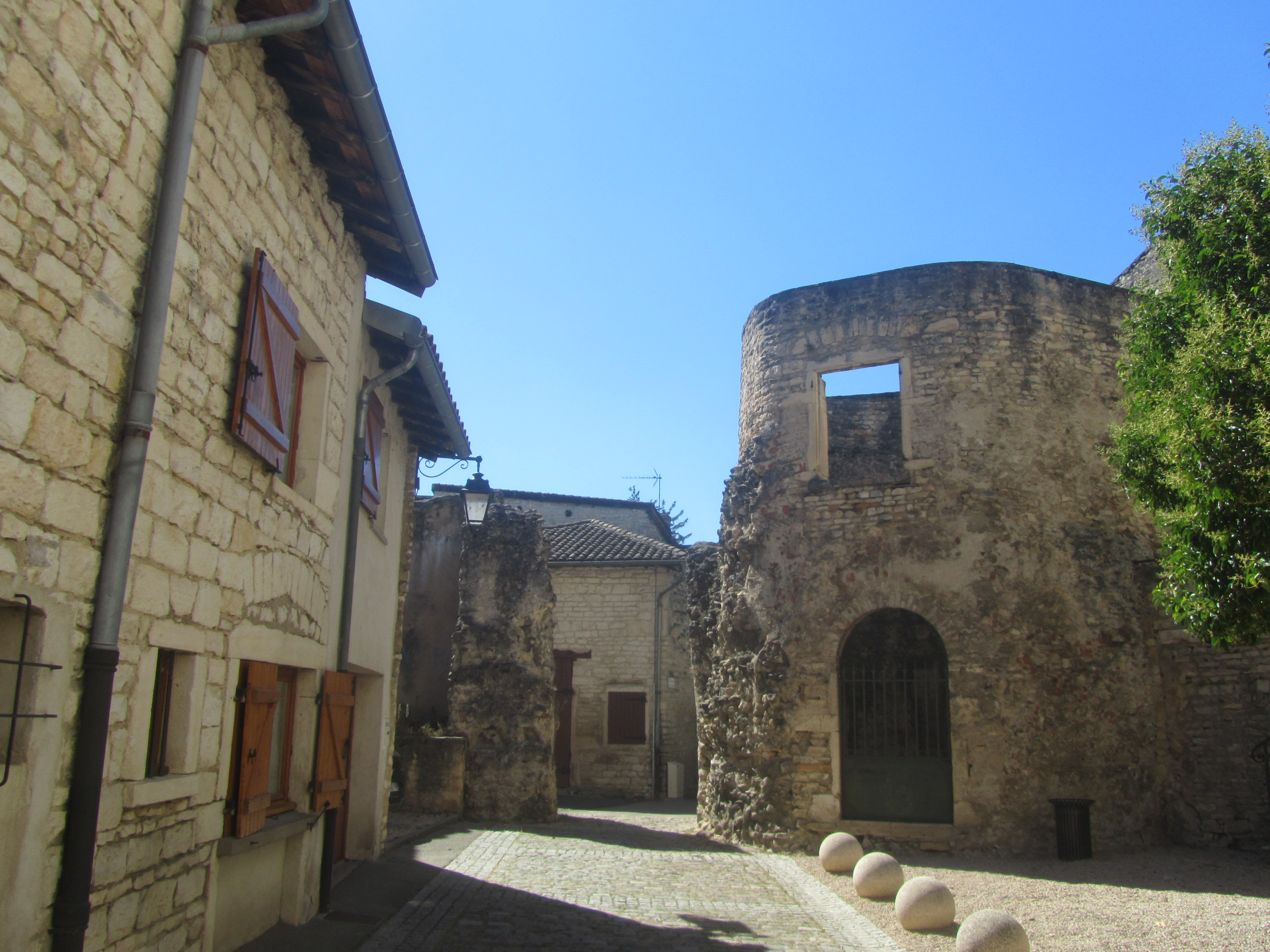
Tour des anciens remparts.
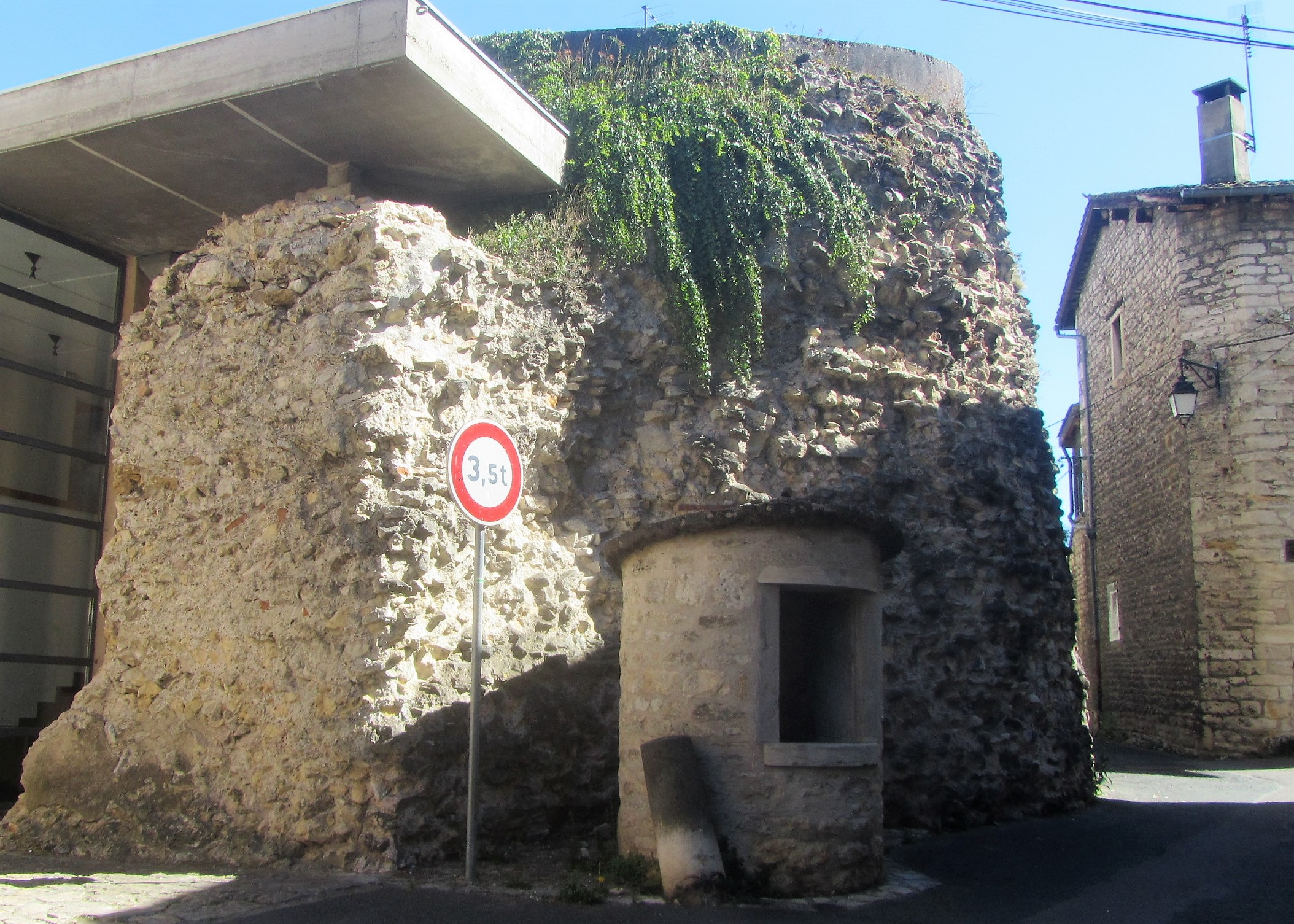
Puits et remparts.
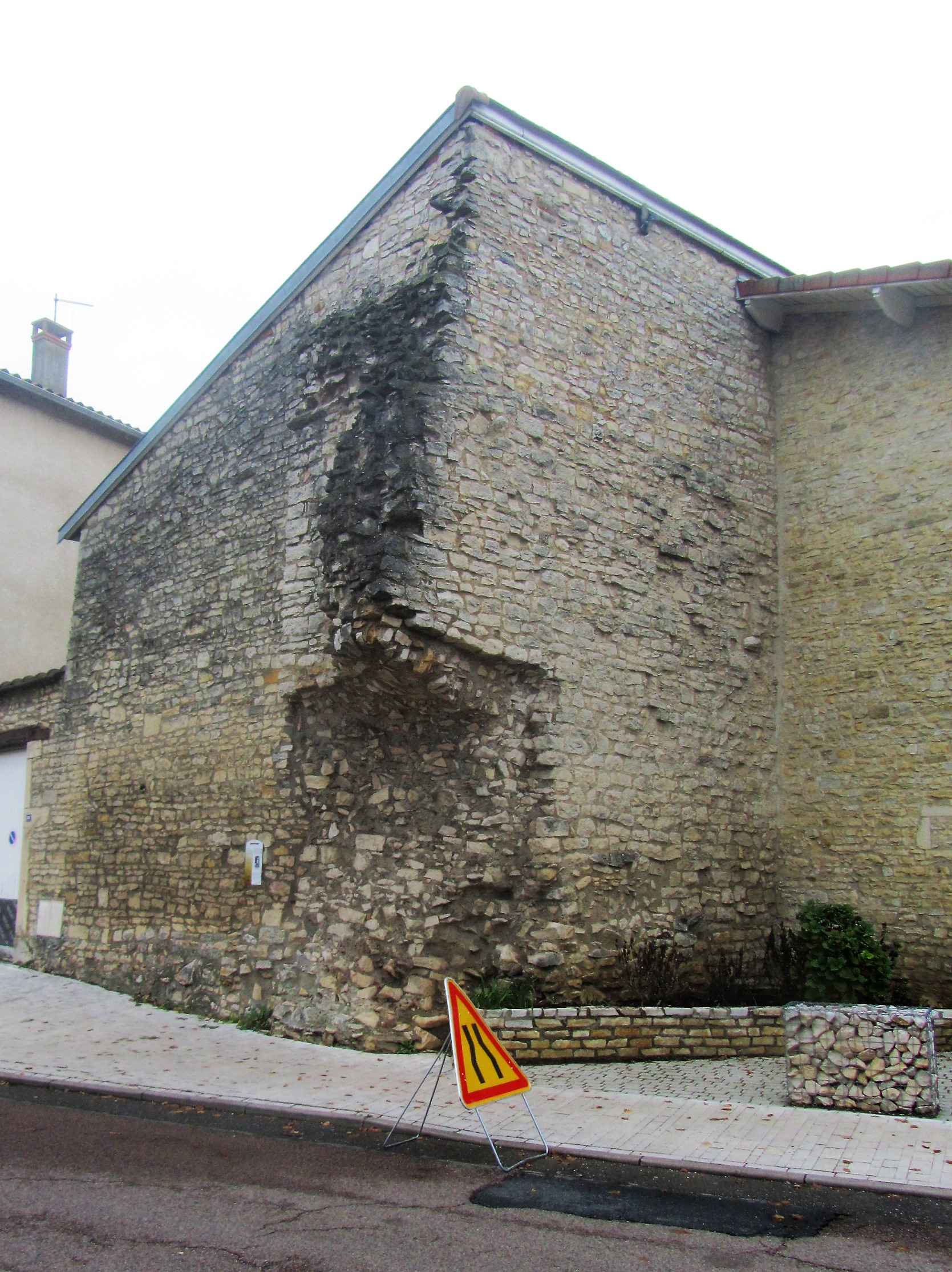
Vestiges du rempart médiéval.

Au plus fort de la Révolution, lorsque la lutte est engagée entre Montagnards et Girondins, on retrouve chez les habitants d'Anse la même division des esprits qu'au plan national, dans le contexte lyonnais. Au début de l'année 1790, lors des premières élections au poste de maire, les suffrages s'étaient portés sur Jean-François Bonamour, riche propriétaire terrien de 17 ha sur Anse et 7 sur Ambérieux d'Azergues. Son mandat n'avait duré que jusqu'au début de juillet car il avait été nommé membre du district de Villefranche et ne pouvait cumuler les deux fonctions. Il devait par la suite devenir administrateur au niveau départemental et résidait à ce titre à Lyon. Lorsque la ville s'est révoltée contre la dictature montagnarde du maire Challier, Bonamour a opté pour le camp girondin. Une fois la ville reconquise par l'armée montagnarde, il a été traité en adversaire du mouvement révolutionnaire et a fait partie des centaines de fusillés dans la plaine des Brotteaux. Son imposante demeure face à l'église Saint-Pierre, confisquée au titre de bien national sera vendue en 1795. Après avoir changé plusieurs fois de propriétaire, elle sera rachetée en 1964 par la commune qui y transférera sa mairie depuis le château des Tours quatre ans plus tard. La situation avait évolué très différemment à Anse même et il s'était trouvé un noyau de montagnards convaincus et, de ce fait, en rupture avec les Girondins lyonnais. Leur triomphe avait été marqué par la réunion dans la ville des représentants des 17 communes du canton pour la célébration de la Fête de la Raison, déesse mise à la mode par Robespierre, le 14 frimaire de l'an II (30 novembre 1793). On s'était félicité de la disparition totale des prêtres, recueilli à la mémoire du vertueux Challier mort en martyr et on avait conspué les Muscadins : sous cette appellation péjorative était confondu l'ensemble du peuple lyonnais assimilé abusivement à sa seule jeunesse aristocratique. Le nom, d'origine strictement local, devait faire florès sous le Directoire pour stigmatiser les excès de la jeunesse dorée. Cet épisode avait été provisoirement conclu par la victoire des Montagnards : dans le même temps où Lyon était reconquise et rebaptisée Ville Affranchie, les Girondins ayant réussi à s'échapper ont été poursuivis par l'armée révolutionnaire et massacrés dans le bois d'Alix tandis que leur chef le général Louis François Perrin de Précy parvenait à s'échapper.

### De la Révolution à 1945
Avec 1 607 habitants au recensement de 1946, la population de la commune reste au niveau de l'année 1821 (1 622 habitants). On peut parler de stagnation démographique. Sans doute son territoire n'a pas été déserté comme ce fut le cas dans ce long intervalle de temps. Il n'y a pas eu véritablement d'exode rural depuis le maximum de 1866 où avait été atteint le chiffre de 2 277 habitants. Malgré quelques aléas, la viticulture, prospère en cette terre beaujolaise, exige toujours beaucoup de bras. Le niveau des services commerciaux et artisanaux se maintient dans ce bourg chef-lieu de canton. À une époque de grande ferveur religieuse, la population consent une augmentation des impôts lorsque le conseil municipal prend le parti en 1853 de démolition de l'ancienne église saint Pierre et d'une nouvelle construction. Elle sera édifiée de 1859 à 1862 par l'architecte lyonnais Desjardins en pierre de Lucenay et consacrée par le cardinal-archevêque de Lyon Louis-Jacques-Maurice de Bonald. On attendrait davantage de transformations d'une localité située sur un grand courant de trafic et desservie depuis 1856 par l'axe ferroviaire majeur Paris-Lyon-Méditerranée. La gare d'Anse a été construite à partir de 1853 au lieudit Condamines et dispose d'un chef de gare. Mais cette desserte n'a induit aucun développement industriel.
Le cas de la scierie Bertrand ne saurait être objecté car les profits engendrés étaient tirés davantage de la commercialisation du bois que de sa valorisation. Du reste, elle ne semble guère avoir employé qu'une petite vingtaine d'ouvriers. Elle avait été fondée en 1826 par Antoine Bertrand, dont le père, haut-alpin, était venu s'installer à Anse. Son implantation à proximité de la confluence de l'Azergues et de la Saône a pu favoriser au début son approvisionnement en bois par flottage depuis les forêts du département du Rhône, du Jura et des Vosges mais à partir de 1856, la desserte ferroviaire a permis des apports d'autres régions françaises ainsi que des importations de Scandinavie (Norvège, Suède), d'Europe centrale (Allemagne, Autriche, Suisse) voire des États-Unis. Constamment modernisé, le sciage manuel a fait place à une scie circulaire actionnée par une machine à vapeur en 1867. Les ateliers ont été reconstruits après les incendies de 1902 et 1929 et maintenus en activité pendant quatre générations jusqu'à leur fermeture en 1964 (les derniers stocks seront liquidés en 1984). Le souvenir de la famille Bertrand s'impose toujours aux Ansois. Antoine, le petit-fils du fondateur (1854–1950) a assumé des charges d'adjoint municipal sous les mandatures de Claude Beau et Eugène Bussy. À défaut d'un nom de rue, un espace Bertrand est conservé sur une partie des anciennes emprises foncières. Il a été inauguré officiellement en 1997.

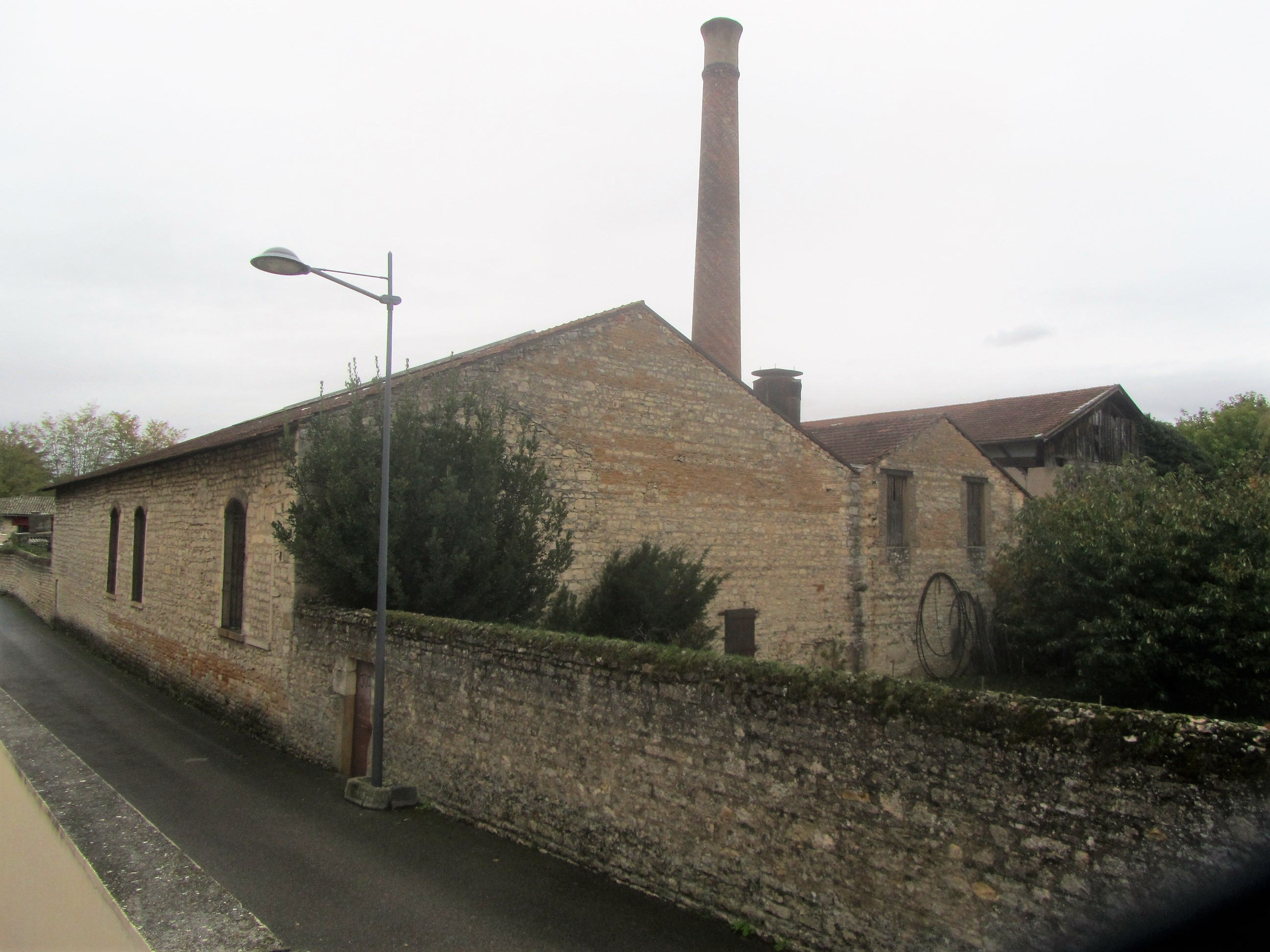
Bâtiments conservés de la scierie Bertrand.
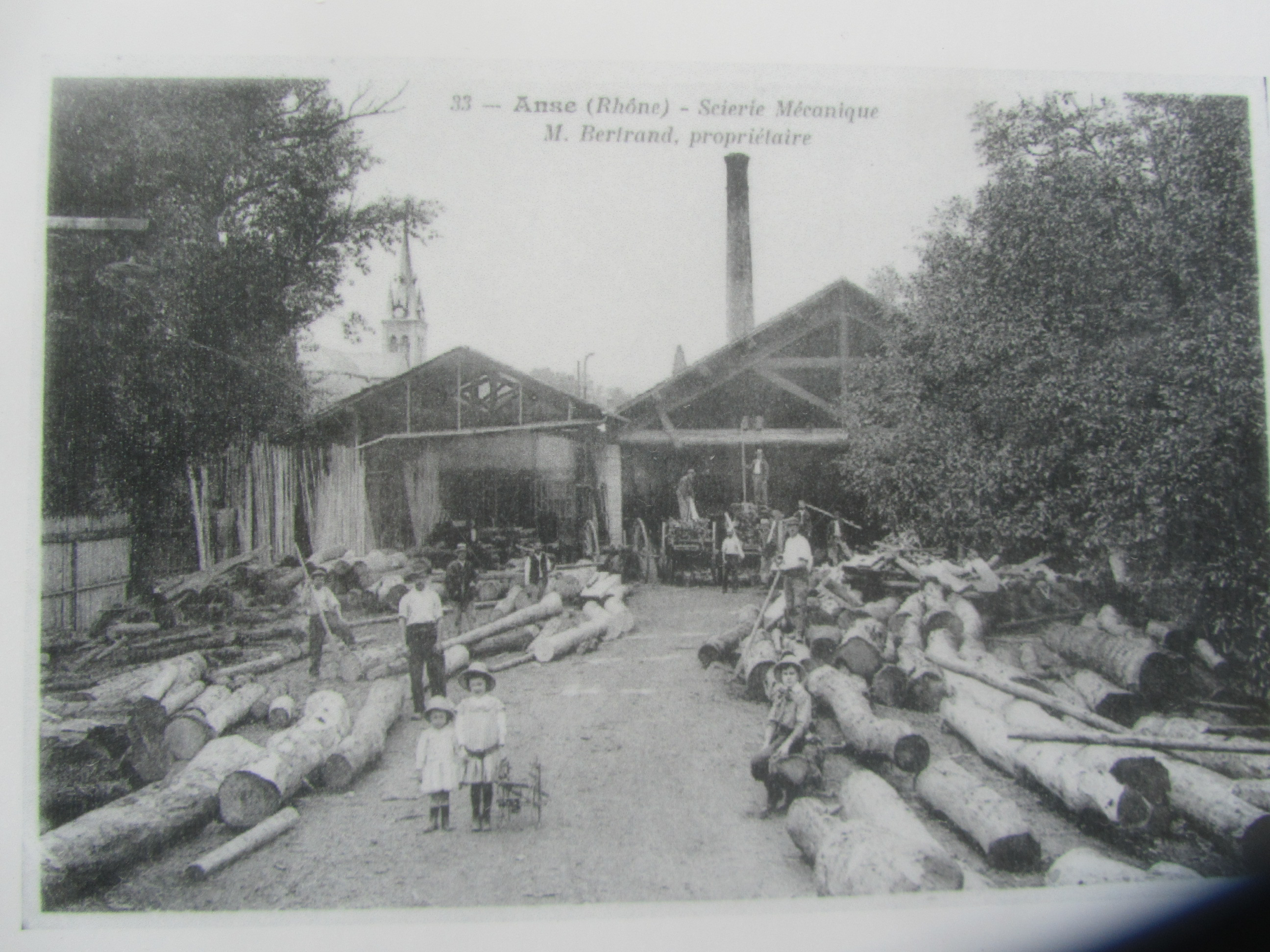
La scierie Bertrand vers 1900.
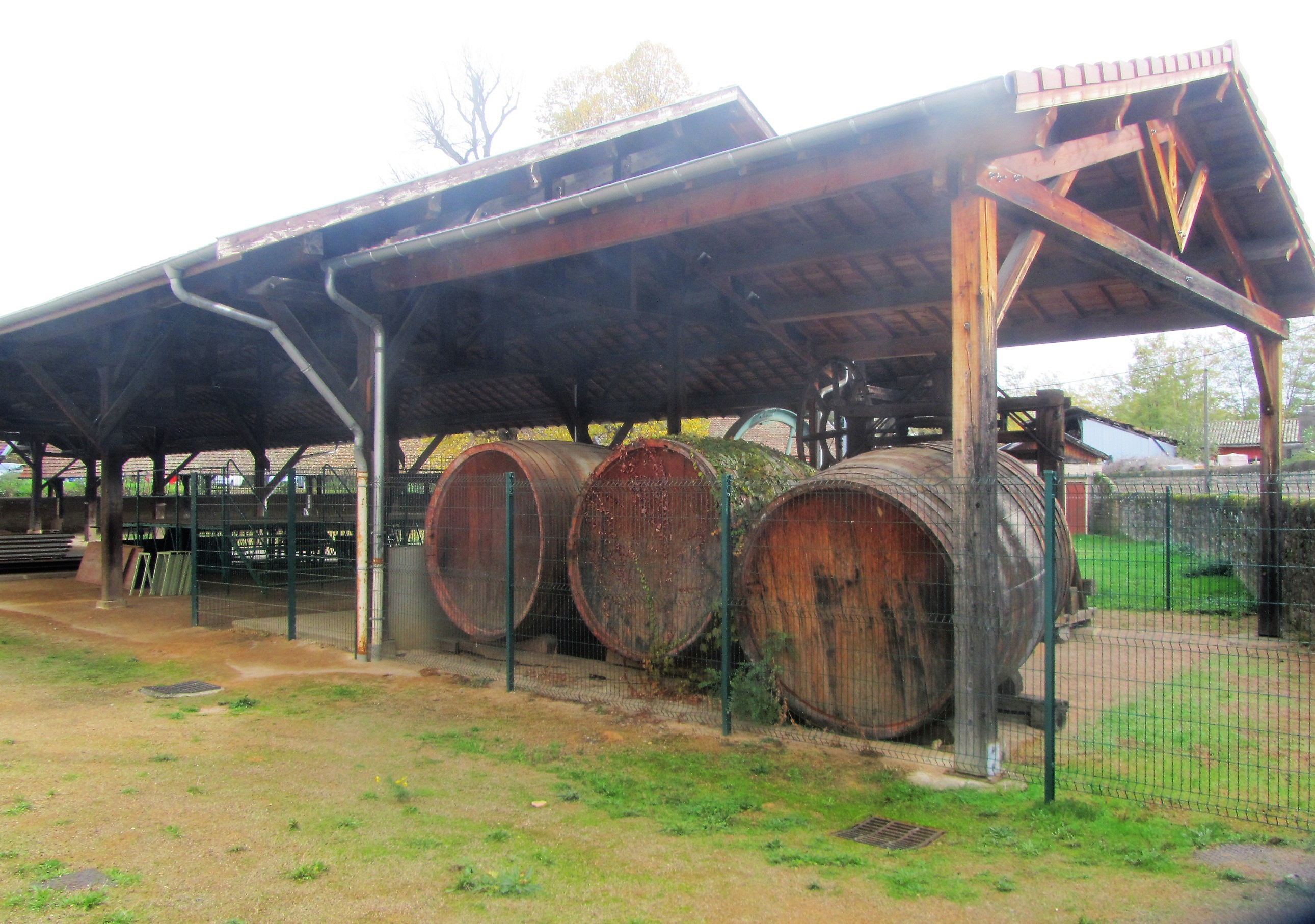
L'espace Bertrand.
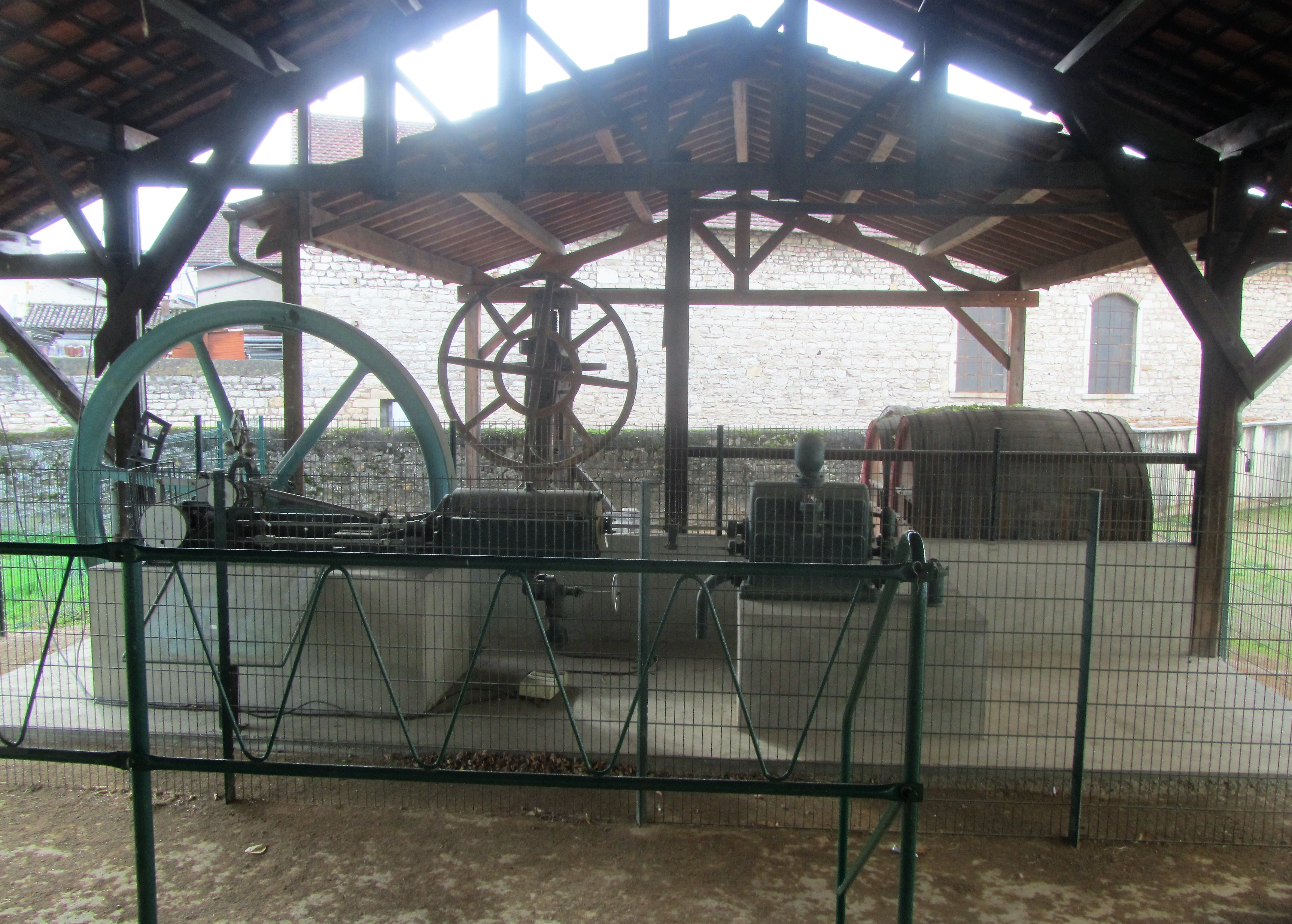
Mécanisation de la scierie Bertrand.

La paisible cité ansoise ne devait pas être épargnée par les drames du XXe siècle. Elle a payé son lourd tribut à la défense du pays lors de la Grande Guerre de 1914–1918. Si la courte rue de Verdun est un rappel assez discret des combats, le plus grand soin a été apporté au monument aux morts, dont la construction a été confiée à des artistes en renom. Il a et a été inauguré en octobre 1921 en commémoration du sacrifice de 56 de ses enfants.
La Deuxième Guerre mondiale va laisser des traces beaucoup plus obsédantes dans la mémoire des Ansois même si la municipalité mettra parfois un certain retard à pérenniser ces tragiques événements par des monuments ou des noms de rues et de places. L'évocation de la Résistance reste assez discrète. En 1972 a été dénommée l'impasse des frères Rey, dont Maurice, fusillé par les Allemands le 23 août 1944 à l'âge de 27 ans. Discrète mais avec une particularité. En 2014 a été inaugurée la stèle des « Justes parmi les nations » en reconnaissance du dévouement de plusieurs familles ansoises qui ont hébergé des juifs pendant l'Occupation allemande. Une mention spéciale doit être faite à Jacques Sperber à qui l'on doit cette initiative. Né à Paris en février 1942 et recueilli par une famille ansoise, le bébé n'a que 30 mois lorsqu'il est enseveli sous les décombres après le bombardement du 28 août 1944 (voir ci-après). Il y restera 36 heures à côté du cadavre de sa mère avant son transfert à l'hôpital de Villefranche-sur-Saône jusqu'en octobre. Recueilli par la famille Lafontaine, il retrouvera son père rescapé des camps d'Auschwitz et de Bergen-Belsen au printemps 1945.
C'est par ce bombardement anglo-américain à partir de la Corse que commence le 28 août 1944 la phase héroïque de la libération de la ville. À partir de la côte varoise où a eu lieu le débarquement allié le 15 août, une offensive éclair amène en une quinzaine de jours les troupes de la Première armée du général Delattre de Tassigny aux portes de Lyon. L'objectif est de couper les voies de la retraite à l'armée allemande. Dans cette perspective, les ponts sur l'Azergues sont d'un intérêt stratégique. Les 9 appareils B-25 basés en Corse ont largué, depuis 10500 pieds (3000 mètres) d'altitude, 35 bombes de 1000 livres (500 kg) qui ont provoqué des dommages mineurs sur les deux ouvrages : « le pont routier garde l'essentiel de son arche centrale, la chaussée fissurée va permettre le passage immédiat des derniers convois allemands ». Les dommages sur l'arche centrale du pont ferroviaire sont à peine plus sérieux. En revanche, le quartier de la Gravière a été détruit et on déplore 22 victimes dont cinq enfants,,.

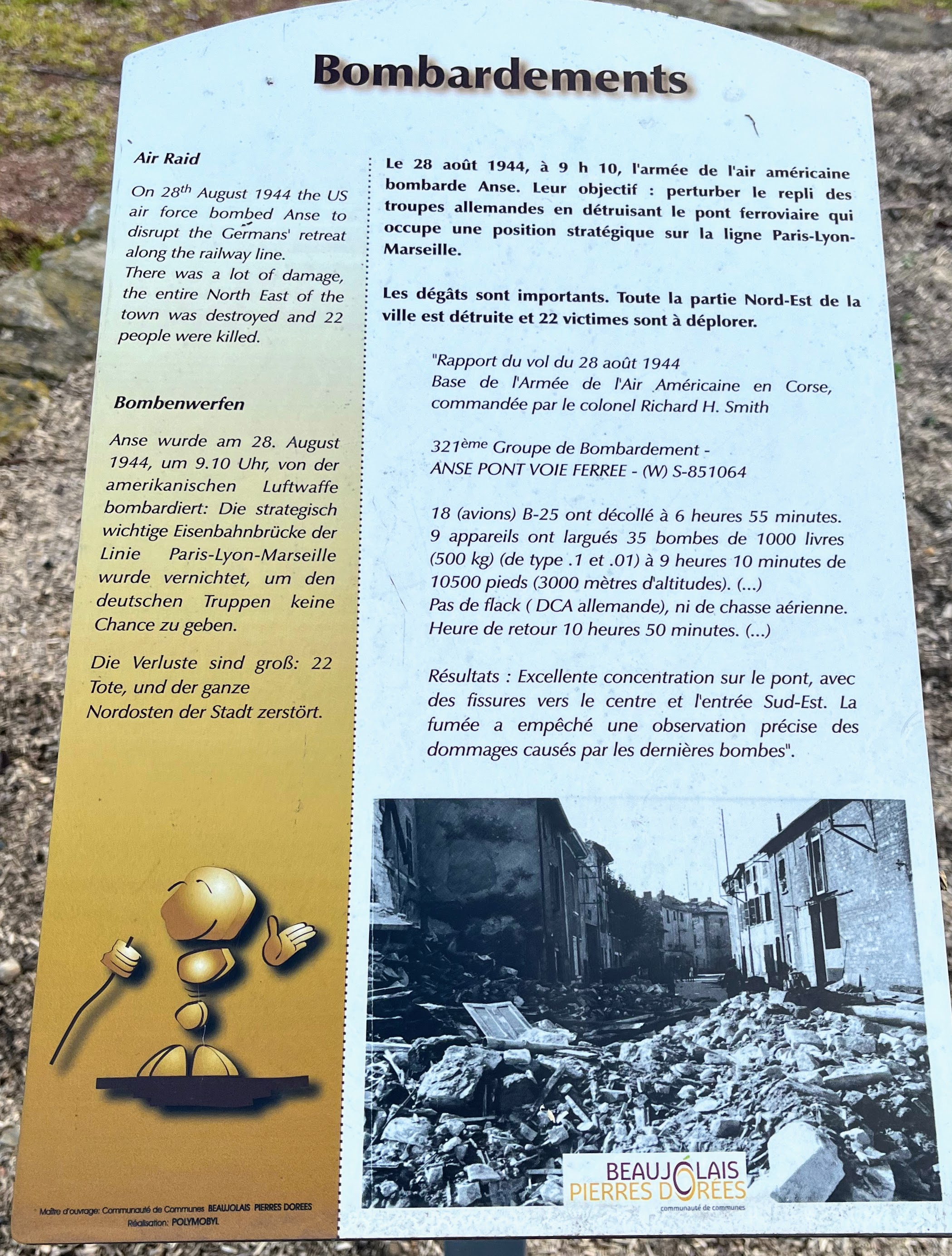
Panneau commémoratif du bombardement d'Anse le 28 août 1944.

La libération de la ville suivra 6 jours plus tard. Pour vaincre la résistance ennemie sont à l'œuvre le 68e régiment d'Artillerie d'Afrique et, à flanc de colline, le premier bataillon de Zouaves. Les tirs sur le clocher de l'église saint Pierre supposée poste d'observation allemand est l'épisode le plus spectaculaire des combats. La flèche s'enflamme et s'écrase sur le parvis. La bataille, qui aura duré une douzaine d'heures prend fin à 18 h 30. Le bilan s'établit à 6 morts et 17 blessés parmi les Zouaves et 6 blessés dans d'autres unités. Les Allemands ont perdu entre 20 et 25 soldats dont les corps seront transférés dans le cimetière militaire de Dagneux. Le souvenir de ces événements sera consigné dans les noms des principales artères de la ville. L'avenue de la Libération a été ouverte à la circulation en 1971 dans le quartier de la Gravière détruit par le bombardement ; la rue Bourneuf est rebaptisée rue du 3 septembre 1944 en 1959 et la route vers la Loire prend le nom de la Première Armée en 1972. Pour la célébration de l'armistice a été créée la place du 8 mai 1945 devant le château des Tours et on y a édifié le monument aux morts de la Deuxième Guerre mondiale dès septembre 1948. Mais la municipalité a souhaité élargir la reconnaissance de la ville au général Leclerc, le fameux chef de la Deuxième division blindée en lui consacrant une avenue en 1983. Au total, tant de marques ont été faites du conflit qu'un conseiller en est venu à demander : « À quand une rue de la Paix » ?

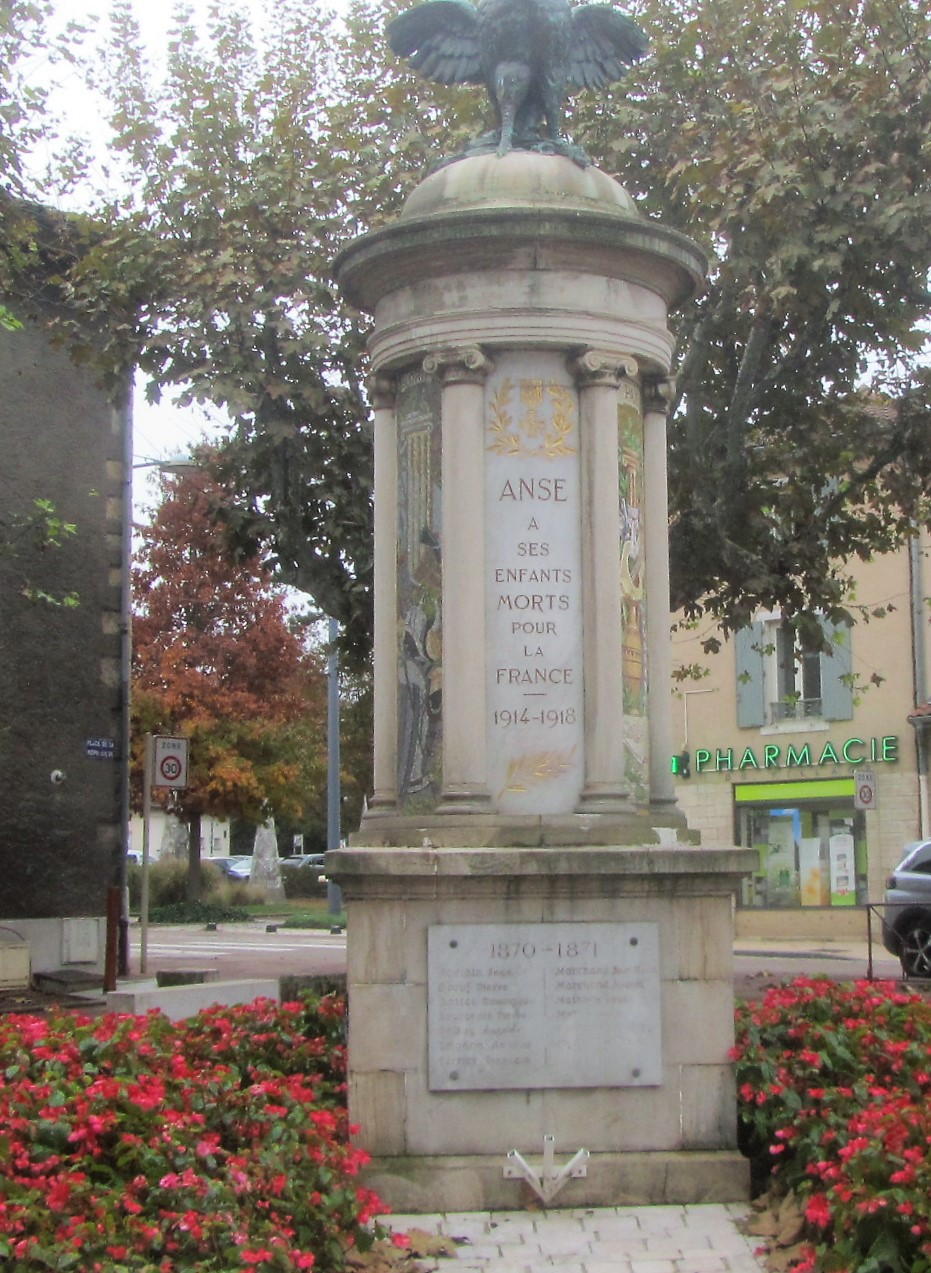
Monument aux morts de la Première Guerre mondiale.
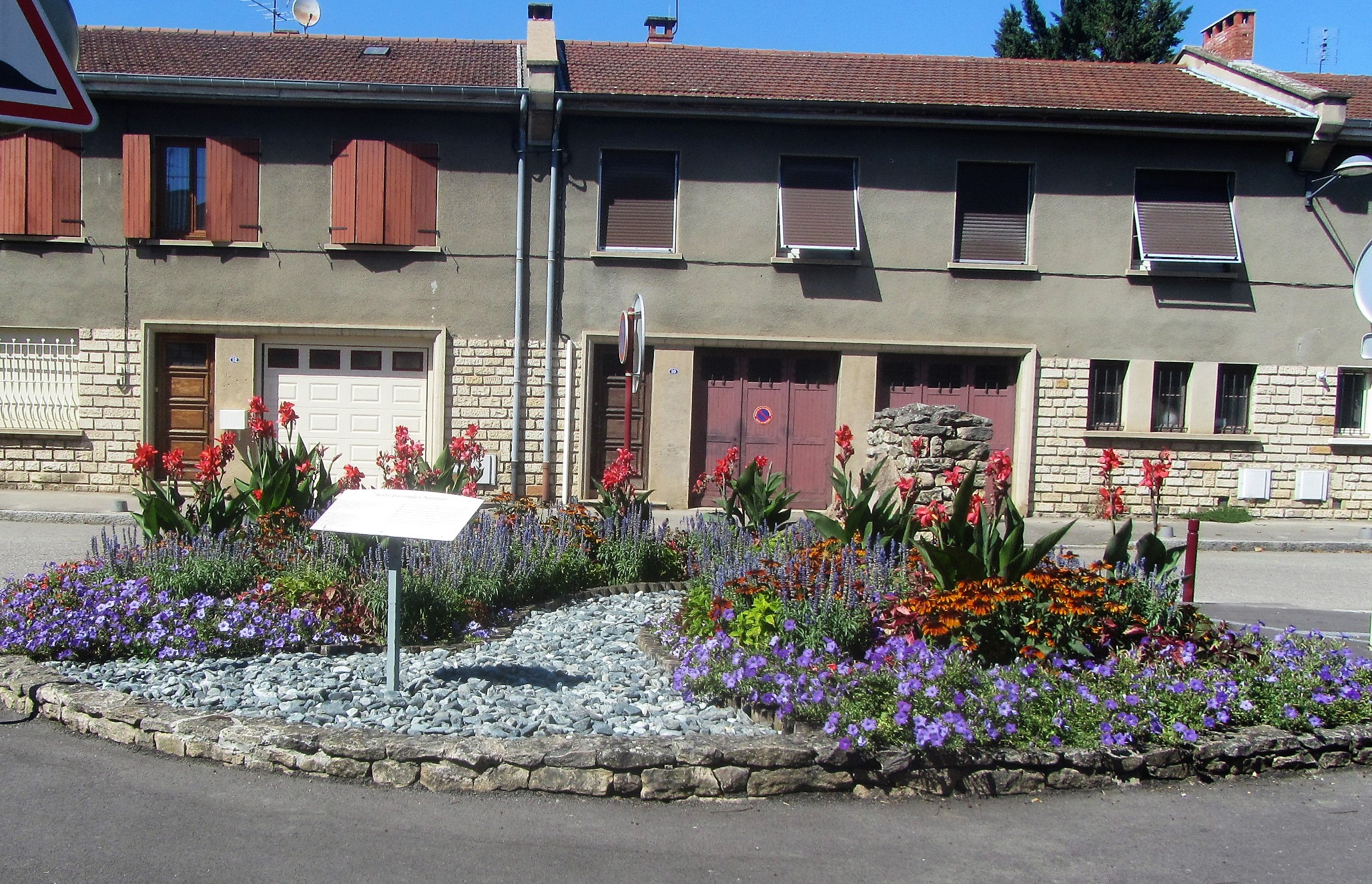
Monument des Juste parmi les nations.
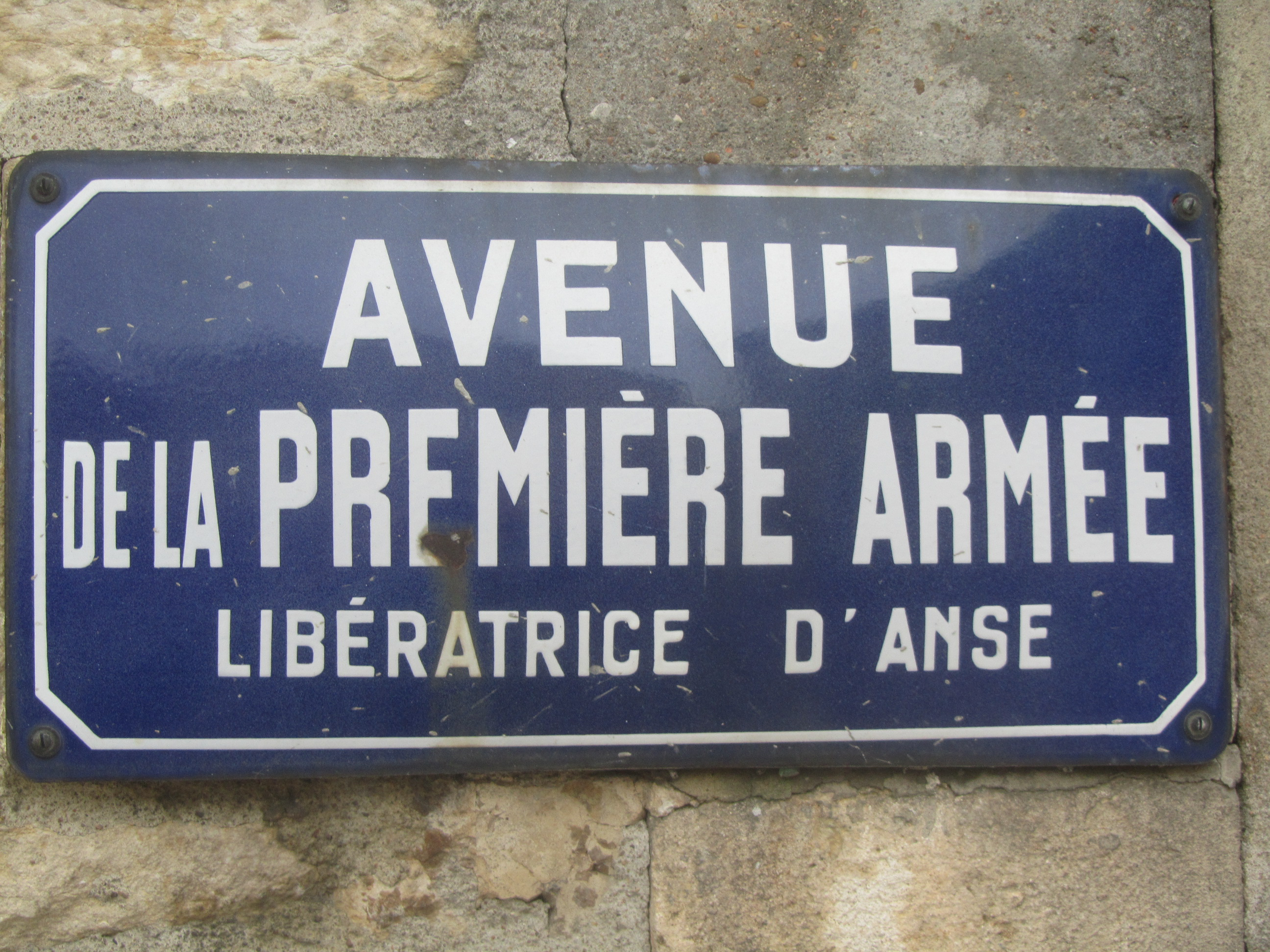
Avenue de la Première Armée.

### De 1945 à nos jours

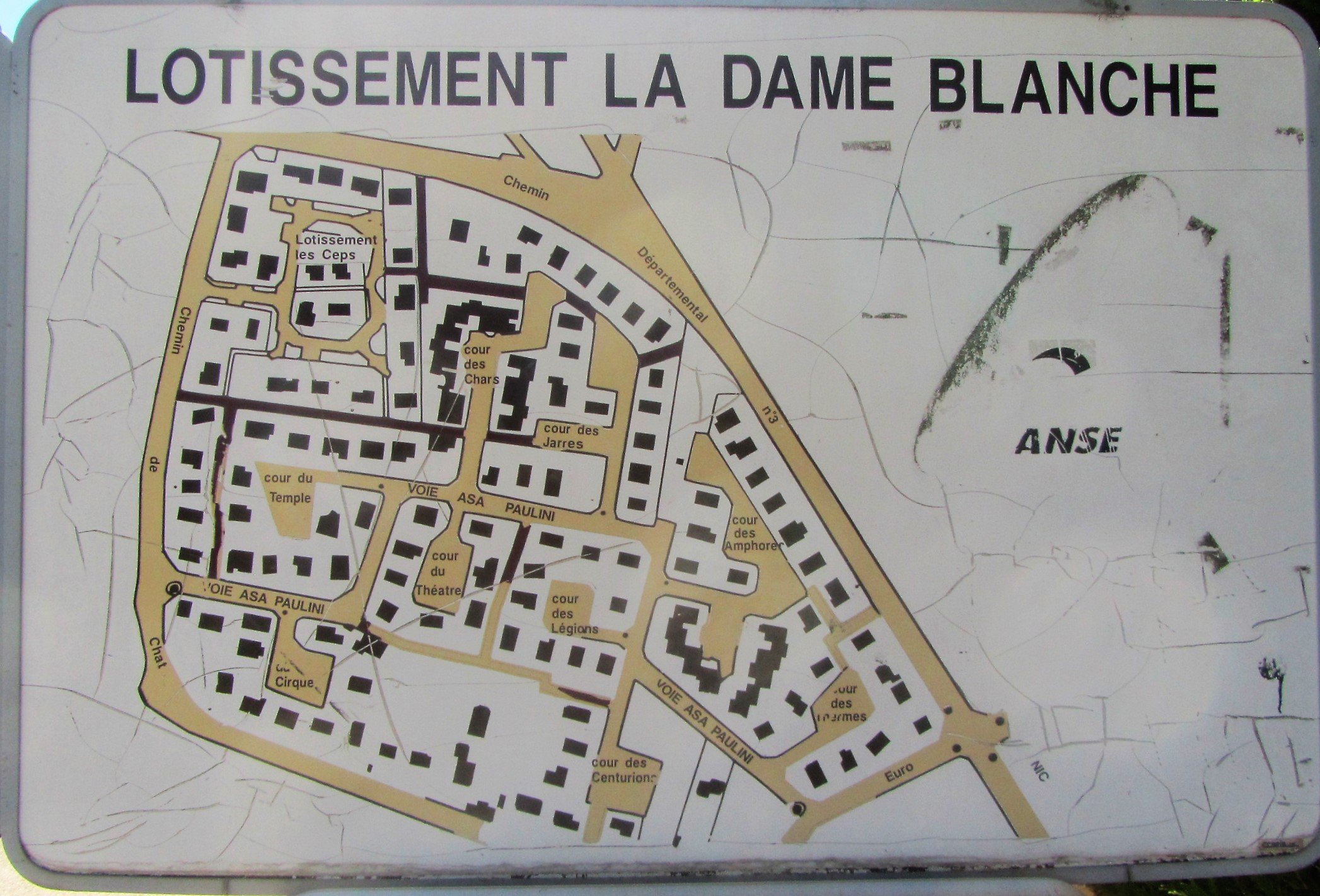
Lotissement de la Dame blanche.

Le fait majeur est le considérable essor démographique. Alors que la population avait stagné depuis la Révolution autour de 2000 habitants, elle passe de 1607 en 1946 à 7094 en 2018 soit une multiplication par 4,4. Le coteau qui s'élève au-dessus du noyau urbain historique, en bonne exposition vers l'est et le sud-est change de visage. Le paysage était celui d'un vignoble structuré sous forme de domaines. En leur centre des demeures de prestige, (Château du Jonchay, Château de La Fontaine, Château des Bassieux ; maison forte de la Gonthière, avec leurs communs : cuvage, logement des vignerons). La vague de l'urbanisation va submerger ce territoire.
La politique de lotissements a connu une particulière accélération à la fin des années 1970 sous l'impulsion d'un maire au dynamisme exceptionnel, influent au niveau départemental en tant que vice-président du conseil général : Michel Lamy (1977–1989). Le lotissement de la Dame Blanche a cependant été laissé à l'initiative privée. Les Grands travaux de Marseille en ont été les promoteurs. Il est situé en continuité relative du vieux bourg, sur la route de Lucenay sur le territoire du château du Jonchay. Les fouilles conduites de novembre 1977 à juin 1978 ont confirmé l'existence d'un passé gallo-romain, à proximité de la Grange du Bief. Elles ont exhumé de nombreux vestiges (thermes, poteries, lampes à huile…) qui sont venus s'ajouter à une statue de femme en marbre de Paros découverte dès 1845 et dénommée Dame Blanche. Afin de rattacher le lotissement à ces racines bimillénaires, la voie centrale a été dénommée Asa Paulini et les 117 pavillons regroupés autour de cours ont reçu des noms évocateurs (des Thermes, des Amphores, des Centurions, du Cirque, du Temple, des Jarres, des Chars). Dans l'attente d'une reprise dans l'espace communal, une association syndicale avait été créée pour la gestion des espaces communs.
En revanche la commune s'est directement impliquée dans les autres opérations de lotissement mais elle s'est assurée le concours de l'Office public d'aménagement et de construction (OPAC) du Rhône dont le directeur Désiré Trait a fait preuve d'un esprit coopératif très soutenu. Sa mémoire en a été perpétuée par la nomination de la rue principale au cœur du lotissement de Brianne. Ce nom est celui d'une ancienne fondation médiévale du XIIe siècle par les Dames de Brienne, de l'ordre des Clarisses autour d'une source intarissable, déjà signalée en 970. Le contrôle religieux des lieux avait été repris par les Frères des Écoles Chrétiennes au XIXe siècle après un temps d'appropriation bourgeoise par achat au titre des Biens nationaux. À partir de 1977–1979 ont été construits 63 pavillons distingués par des noms d'oiseaux (Alouettes, Fauvettes, Mésanges, Rossignols, Pinsons, Colombes, Bergeronnettes). Dans un souci d'accompagnement aux personnes fragiles en contiguïté a été aménagé un foyer d'accueil de jour et d'hébergement de handicapés dont la gestion est confiée à l'AGIVR (Association de gestion des instituts de Villefranche et de la région).
La création du lotissement de Bassieux est quasi contemporaine (1980–1982). Il a d'abord été appelée Ouest Jonchay mais est mieux dénommé en mémoire d'un ancien vignoble devenu en 1780 la propriété d'un notable. La résidence a été transformée en château au XIXe siècle. Pierre Sain, son propriétaire, a été maire de 1800 à 1805. Vingt villas ont été édifiées et 42 autres lots déterminés. L'urbanisation de ces premières pentes appelait l'aménagement d'une artère courant parallèlement à la route nationale : l'ouverture de cette rue de l'Europe doit encore être attribuée au maire Michel Lamy.
La fièvre immobilière ne s'est pas ralentie sous les mandatures de Jean-Pierre Pinault (1989–1995) et de son successeur, l'actuel maire Daniel Pomeret. Les opérations les plus significatives sont toujours à flanc de coteau en direction du nord. Elles ont été effectuées sous la forme de ZAC (zone d'aménagement concerté). Le château La Fontaine dont la construction date de 1683 porte encore témoignage de l'existence d'un très ancien domaine viticole, un temps légué au diocèse de Lyon (1842–1905). En 1998 l'OPAC du Rhône est devenu concessionnaire des 6 hectares alentour. A été programmée la construction de 120 logements en habitat individuel, groupé et collectif. L'année suivante a été créée à proximité la ZAC de la Citadelle. Elle a hérité son nom d'une légère bosse de terrain et non celui du notaire de Villefranche-sur-Saône qui y avait construit sa résidence en 1771 au cœur d'un autre domaine viticole dont témoignait une cave voûtée et des communs. Il a été prévu la construction de 290 logements sur 14 hectares,.
À cet essor démographique n'a pas correspondu un développement économique avec création d'emplois autres que ceux des services classiques à la population résidente. En 2019, sur une population active de 3193 personnes, 686 seulement travaillent dans la commune soit 21,4 %. Les secteurs de l'administration, de l'enseignement, de la santé et de l'action sociale représentent 15,9 %. Si on y ajoute les 62,2 % qui se consacrent aux commerces, transports et services divers on parvient à un total de 78,1 %. Il paraît également logique de considérer que les entreprises du bâtiment et de la construction en général (12,5 %) travaillent prioritairement pour les Ansois. Ces trois catégories regroupent dont les 9 dixièmes des emplois locaux. Le nom de zone industrielle de Saint-Romain, étirée entre la voie ferrée et l'autoroute A46, est donc trompeur : ce secteur ne mobilise que 5,9 % des actifs en 39 entreprises dont aucune ne dépasse les 50 emplois. Les trois quarts des actifs migrent donc quotidiennement pour leur travail en voiture et 14,3 % par les transports en commun surtout le train grâce à la halte ferroviaire. Donc Anse peut être qualifiée de ville dortoir.
Une inscription du VIII des calendes d'avril (24 mars) de l'obituaire de l'église de Lyon, mentionne qu'Artaud, vicomte de Lyon, aurait donné Lucenay (Luccennacum) à l'église de Lyon, Auguste Bernard la date de 980,,,,,.

## Politique et administration

### Rattachements administratifs et électoraux

#### Circonscriptions de rattachement
Anse appartient à l'arrondissement de Villefranche-sur-Saône et au canton d'Anse, dont elle est le chef-lieu depuis sa création. Le redécoupage cantonal de 2014 a modifié sa composition puisqu'il englobe désormais quatre communes de l'ancien canton de Limonest, deux de l'ancien canton de L'Arbresle et neuf de l'ancien canton d'Anse.
En ce qui concerne l'élection des députés, la commune fait partie de la neuvième circonscription du Rhône, représentée depuis juin 2022 par Alexandre Portier (LR).

#### Intercommunalité
Depuis le 1er janvier 2014, date de sa création, la commune appartient à la communauté de communes Beaujolais Pierres Dorées dont elle est la ville-centre. Cette intercommunalité est issue de la fusion de quatre communautés de communes dont celle de Beaujolais-Saône-Pierres-Dorées, qui a existé de 1995 à 2013, à laquelle Anse était rattachée et qui en accueillait le siège.
| Élections                  | Élections                     | Circonscription électorale                       | Élu de la circonscription       | Élu de la circonscription | Élu de la circonscription | Élu de la circonscription |
| Niveau                     | Type                          | Circonscription électorale                       | Titre                           | Nom                       | Début de mandat           | Fin de mandat             |
| -------------------------- | ----------------------------- | ------------------------------------------------ | ------------------------------- | ------------------------- | ------------------------- | ------------------------- |
| Commune / Intercommunalité | Municipales et communautaires | Anse                                             | Maire                           | Daniel Pomeret            | 2020                      | 2026                      |
| Commune / Intercommunalité | Municipales et communautaires | Communauté de communes Beaujolais Pierres Dorées | Président de l'intercommunalité | Daniel Pomeret            | 2020                      | 2026                      |
| Département                | Départementales               | Canton d'Anse                                    | Conseillère départementale      | Valérie Dugelay           | 2021                      | 2028                      |
| Département                | Départementales               | Canton d'Anse                                    | Conseiller départemental        | Daniel Pomeret            | 2021                      | 2028                      |
| Région                     | Régionales                    | Région Auvergne-Rhône-Alpes                      | Président du conseil régional   | Fabrice Pannekoucke       | 2021                      | 2028                      |
| Pays                       | Législatives                  | Neuvième circonscription                         | Député                          | Alexandre Portier         | 2024                      | 2027                      |

### Administration municipale
Le nombre d'habitants au dernier recensement étant compris entre 5 000 et 9 999, le nombre de membres du conseil municipal est de 29.

### Jumelages
| Ville | Ville   | Pays | Pays      |
| ----- | ------- | ---- | --------- |
|       | Loßburg |      | Allemagne |

Depuis 1979, la commune est jumelée avec la ville allemande de Loßburg (Bade-Wurtemberg).
Une charte d'amitié existe avec  Harta (Bács-Kiskun) (Hongrie) depuis 1992.
Elle est par ailleurs ville marraine du 68e Régiment d'Artillerie d'Afrique depuis 2004.

## Population et société

### Démographie
L'évolution du nombre d'habitants est connue à travers les recensements de la population effectués dans la commune depuis 1793. Pour les communes de moins de 10 000 habitants, une enquête de recensement portant sur toute la population est réalisée tous les cinq ans, les populations de référence des années intermédiaires étant quant à elles estimées par interpolation ou extrapolation. Pour la commune, le premier recensement exhaustif entrant dans le cadre du nouveau dispositif a été réalisé en 2006.

En 2022, la commune comptait 8 139 habitants, en évolution de +14,73 % par rapport à 2016 (Rhône : +3,93 %, France hors Mayotte : +2,11 %).
| 1793  | 1800  | 1806  | 1821  | 1831  | 1836  | 1841  | 1846  | 1851  |
| ----- | ----- | ----- | ----- | ----- | ----- | ----- | ----- | ----- |
| 1 270 | 1 286 | 1 134 | 1 622 | 1 661 | 1 721 | 1 750 | 2 028 | 1 961 |

| 1856  | 1861  | 1866  | 1872  | 1876  | 1881  | 1886  | 1891  | 1896  |
| ----- | ----- | ----- | ----- | ----- | ----- | ----- | ----- | ----- |
| 2 031 | 2 141 | 2 277 | 2 036 | 2 055 | 1 968 | 1 992 | 1 957 | 2 051 |

| 1901  | 1906  | 1911  | 1921  | 1926  | 1931  | 1936  | 1946  | 1954  |
| ----- | ----- | ----- | ----- | ----- | ----- | ----- | ----- | ----- |
| 2 070 | 2 084 | 1 954 | 1 748 | 1 763 | 1 764 | 1 704 | 1 607 | 2 091 |

| 1962  | 1968  | 1975  | 1982  | 1990  | 1999  | 2006  | 2011  | 2016  |
| ----- | ----- | ----- | ----- | ----- | ----- | ----- | ----- | ----- |
| 2 290 | 2 630 | 3 116 | 3 705 | 4 458 | 4 744 | 4 996 | 6 251 | 7 094 |

| 2021  | 2022  | - | - | - | - | - | - | - |
| ----- | ----- | - | - | - | - | - | - | - |
| 7 947 | 8 139 | - | - | - | - | - | - | - |

### Petite enfance
- Centre Multi-Accueil « Les Papillons » ;
- Crèches « Les Petits Plongeurs » ;
- Relais Assistants Maternels « Pâtes à Sel » ;
- Lieu d'Accueil Enfants-Parents (LAEP) « La Parent'Aise ».

### Enseignement
Les écoles maternelles :
- Ninon Vallin (publique) ;
- Paul Cézanne (publique) ;
- Saint-François (privée).

Les écoles primaires :
- Marcel Pagnol (publique) ;
- René Cassin (publique) ;
- Saint-François (privée).

Le collège :
- Asa Paulini (public).

La MFR (Maison Familiale Rurale) :
- La Petite Gonthière.

### Sports
Les clubs :
- Basket
- Football
- Tennis
- Judo
- Escalade
- Tennis de table
- Haltérophilie
- Badminton
- Randonnée
- Danse
- Tae Kwon DO
- Yoga
- Gymnastique
- Viet Vo Dao
- Paddle
- Futsal
- Boule
- Tir à l'arc

Grâce aux équipements :
- 3 salles multi-sports :
  - Salle Marie Marvingt ;
  - Salle Jeanne Trouillet ;
  - La Halle des Sports.
- 5 salles spécifiques :
  - Arts martiaux ;
  - Haltérophilie ;
  - Escalade ;
  - Tennis ;
  - Gymnastique.
- 2 terrains de foot ;
- 6 courts de tennis ;
- Piste d'athlétisme ;
- 2 city skate ;
- Piscine Aquazergues par la Communauté de communes Beaujolais Pierres Dorées.

### Cadre de vie
Anse se compose de :
- un Centre commercial ;
- la Gare SNCF d'Anse ;
- 10 Arrêts de bus ;
- une vingtaine de Restaurants, Pizzéria, Kebab, etc. ;
- 10 Salons de coiffure ;
- 5 Boulangeries, Pâtisseries ;
- 5 Banques ;
- 3 Bouchers ;
- 3 Caves à vin ;
- 3 Agences Immobilières ;
- 2 Casernes de Pompiers : Caserne Aquazergues et Caserne des Crêtes ;
- une médiathèque : Albert Gardoni ;
- l'infothèque : service municipal dédié à l'associatif, au sport, à la culture, la jeunesse et au tourisme ;
- et encore plus de 100 Commerces.

### Locaux municipaux
- Salle du rempart
- Salle Lucien Blanchard
- Salle Bernard Laval
- Le local d'animation
- Le Castel Com et son caveau
- La Clairière
- Le p'tit Ansolia
- Ansolia
- Le foyer rural
- Salle des Colonnes

### Environnement
Anse comporte :
- 3 parcs publics : la roseraie, le parc Schuman, le parc de Messimieux ;
- Les bois d'Alix ;
- Accès aux bords de Saône et d'Azergues ;
- De nombreuses vignes ;
- 5 parcs à chien ;
- 1 déchetterie ;
- Collecte des poubelles ménagères 1 fois par semaine et poubelles jaunes (recyclage) toutes les deux semaines ;
- Un service de déneigement.

### Manifestations culturelles et festivités
- La Fête des conscrits a lieu chaque année, le dernier week-end de février ;
- Salon des gourmets ;
- Carnaval ;
- Kermesse du Sou des écoles ;
- Gala de gym ;
- La Vigne des Garçons ;
- Le bal Interclasses ;
- Sainte-Cécile (fanfare) ;
- Sainte-Barbe (pompiers) ;
- 8 Décembre ;
- Marché de Noël.

## Économie

### Tourisme

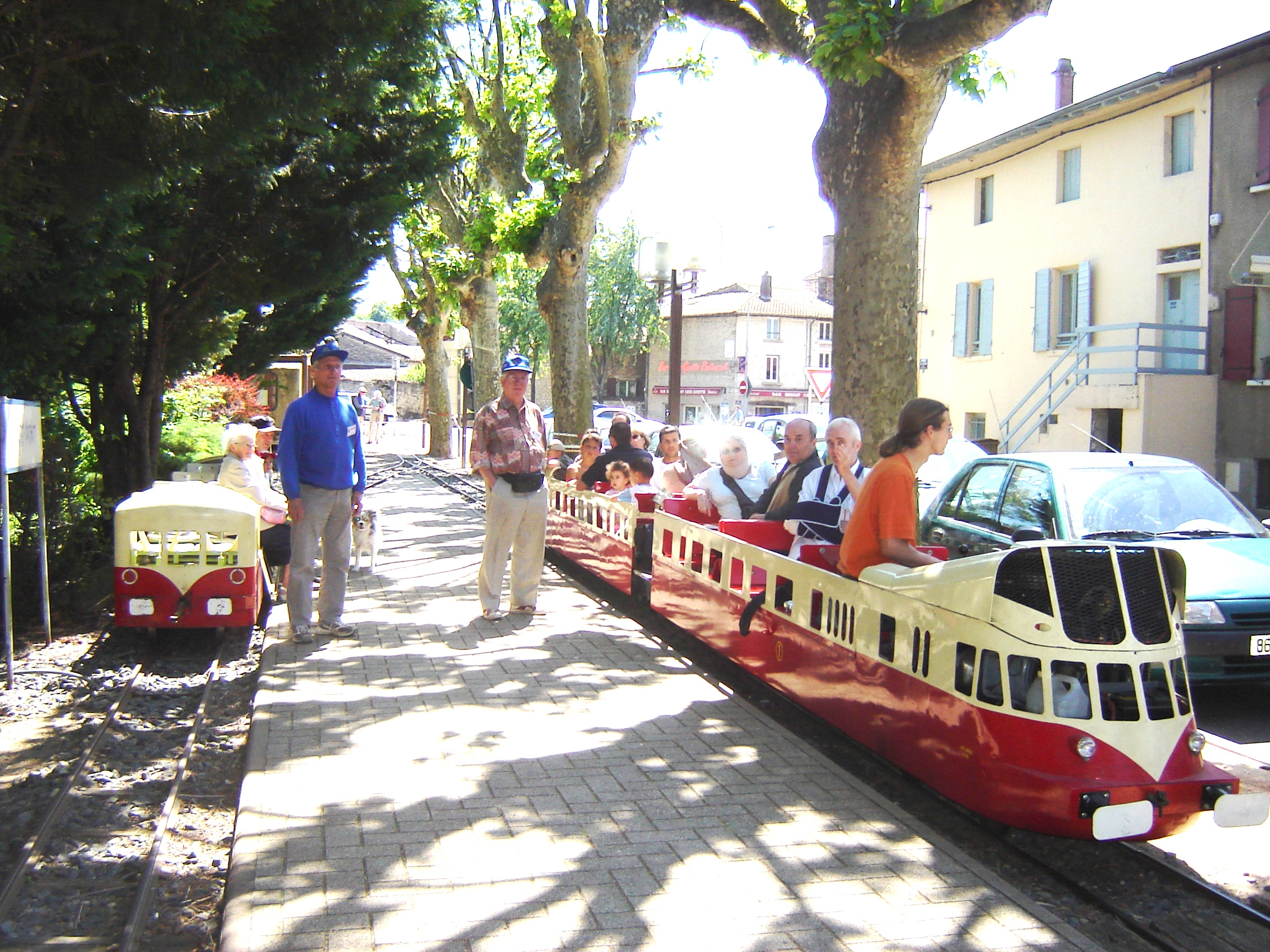
Le chemin de fer touristique.

- Le chemin de fer touristique d'Anse : le chemin de fer d'Anse, construit en 1968, relie le pont de l'Azergues au plan d'eau du Colombier. Son parcours fait 2,5 km avec une voie de 38 cm, ce qui le rend unique en France ;
- Le plan d'eau du Colombier : le plan d'eau est un espace naturel de 64 ha. Aménagé pour la baignade et les loisirs, on y trouve une plage, un parcours de santé et un sentier pédestre en faisant le tour. L'accès est libre toute l'année et la baignade y est surveillée durant les mois de juin, juillet, août ;
- Le centre équestre du Bordelan ;
- Loisirs Motorsport ;
- Camping « Les Portes du Beaujolais ».

### Zones d'activités
- Viadorée : 16 hectares dont 7 ha pour les entreprises et 9 ha pour les commerces non alimentaires. Le long de l'allée de Viadorée au Nord de la ville ;
- Saint-Romain : 20 hectares de zone artisanale, industrielle, commerciale et loisirs. Le long de l'avenue de Lossburg à l'Est de la ville.

## Culture locale et patrimoine

### Patrimoine religieux, civil et spirituel
- L'église Saint-Pierre d'Anse possède trois plaques funéraires gallo-romaines en marbre gravé et la plaque funéraire d'un bourgeois d'Anse mort en 1309, qui ont été classés au titre « objet » le 25 janvier 1908[53] ;
- Habitat gallo-romain de la Grange du Bief classé monument historique par arrêté du 5 septembre 1986 ;
- Le castellum romain : vestiges de rempart, d'enceinte et de mur, le tout est classé monument historique en 1935[54]. La borne milliaire de Claude, datée de 43 après J.-C., est elle aussi classée. Deux cippes, des stèles en pierre de taille datant du IIe siècle et situées au départ du chemin de Graves ont été classées le 21 janvier 1981[21] ;
- La mairie possède un sol gallo-romain découvert en 1864 et classé le 5 décembre 1908 ;
- Le château des Tours du XIIIe siècle était le siège de la juridiction des chanoines Comtes de Lyon désignés par l'expression les « Barons d'Anse », il est propriété de la commune a été classé monument historique le 9 mars 1987. Rénové en 2008, il est désormais doté d'un petit musée archéologique ;
- Les vestiges de l'abbaye de Brienne, située hors les murs de la ville et fondée en 1254. On peut apercevoir aujourd'hui encore une baie à lancettes brisées de style gothique aux culots sculptés ;
- Le château de la Fontaine est un château Renaissance classé MH 23 février 1912. Au bord de la Route Nationale 6 dans le mur d'enceinte de ce château s'inscrit un portail en bois clouté. Dans la partie haute les clous donnent la date : 1710. Ce portail tombe en ruine et a été partiellement volé. Une tôle bouche le trou, seule la partie haute subsiste. Derrière ce portail une nymphéa alimente un vivier ;
- Le château de Saint-Trys construit à la fin du XVIIe siècle est inscrit MH ainsi que ses décors intérieurs ;
- Le château de Messimieux, situé place des Frères-Fournet, ancienne maison forte du XVIe siècle édifiée sur l'ancien mur sud du castrum gallo-romain et transformé en résidence au début du XXe siècle ;
- Le château du Jonchay est attesté depuis 1326 mais le château actuel date du XVIIe siècle[55] ;
- Le château des Bassieux ;
- L'église Saint-Pierre d'Anse a vu son clocher détruit lors des bombardements de la ville en 1944. Il a été reconstruit d'abord en béton, puis remplacé part une flèche métallique en 2006. Sa sacristie (et la baie du mur ouest de la sacristie) ont été inscrites monument historique le 15 janvier 1932.

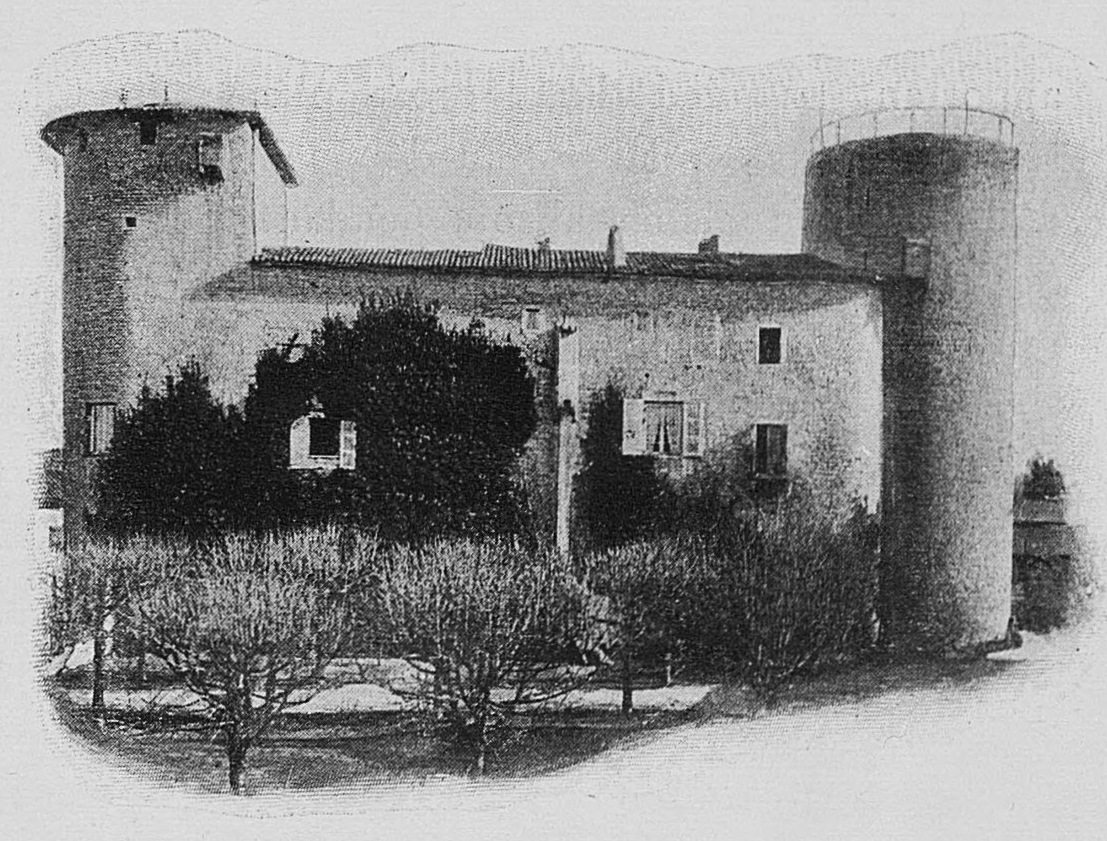
Vue de la façade ouest du château des Tours au début du XXe siècle.
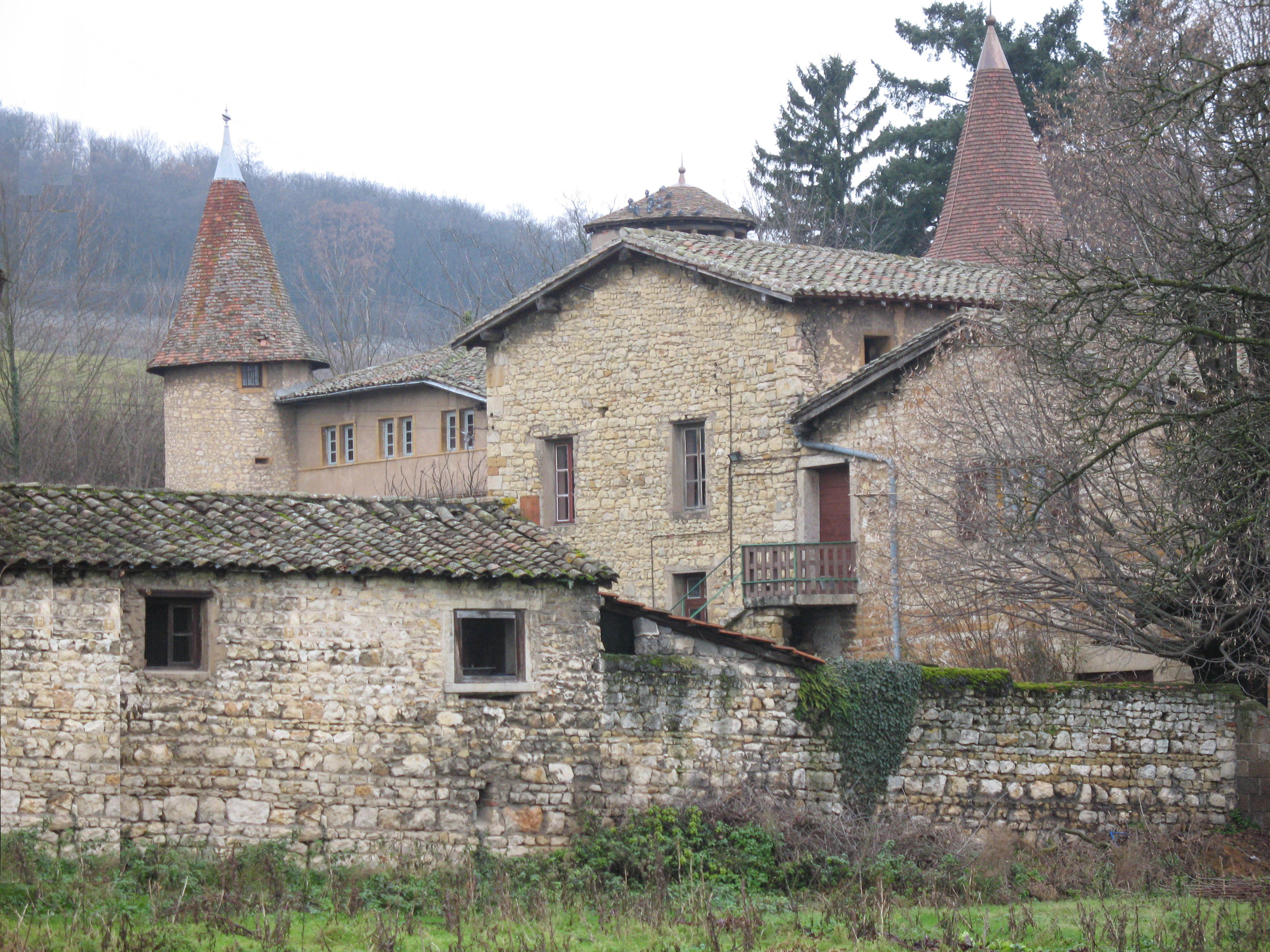
Le château de la Fontaine.
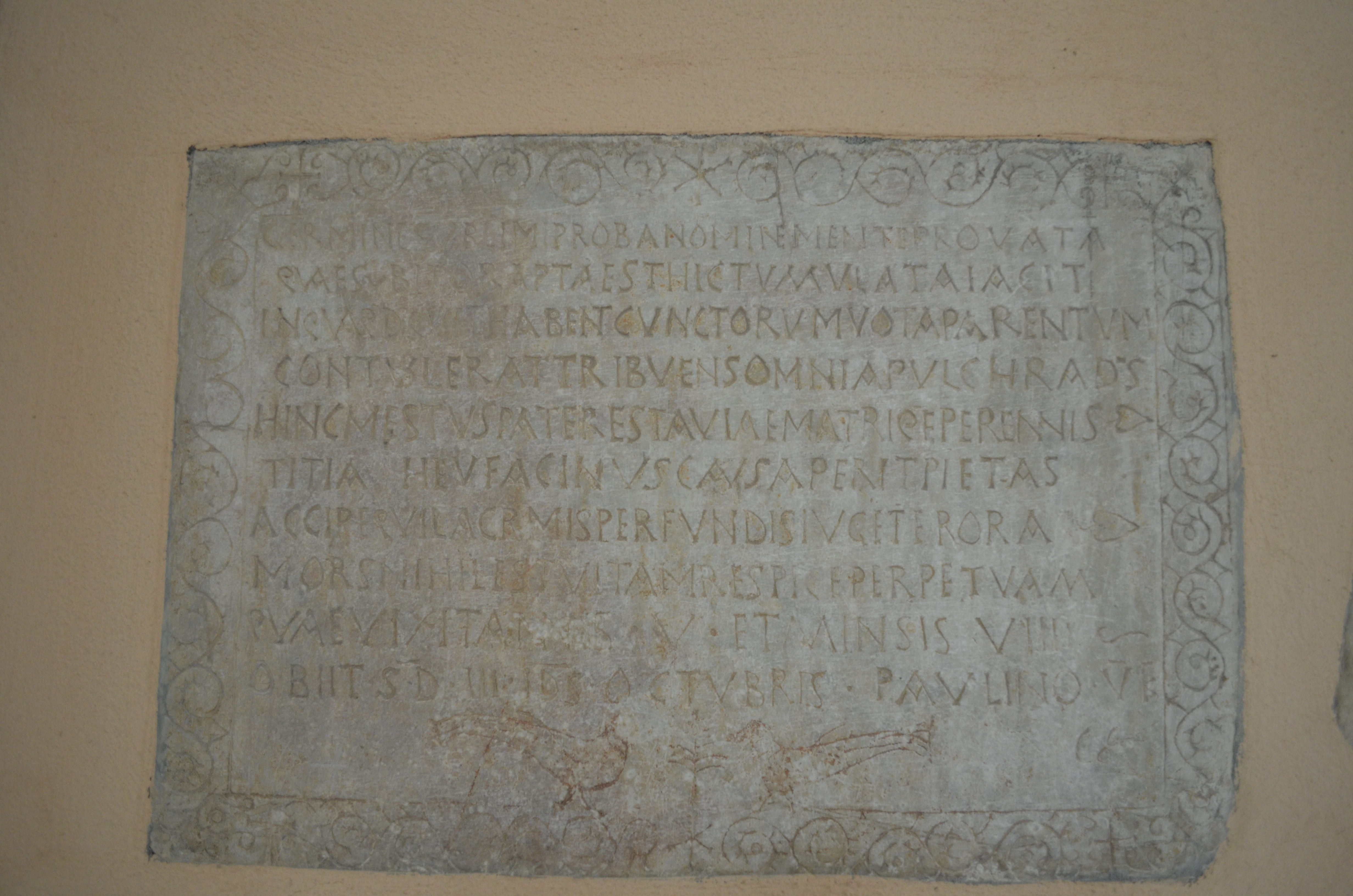
L'épitaphe romaine conservée à l'intérieur de l'église Saint-Pierre d'Anse.
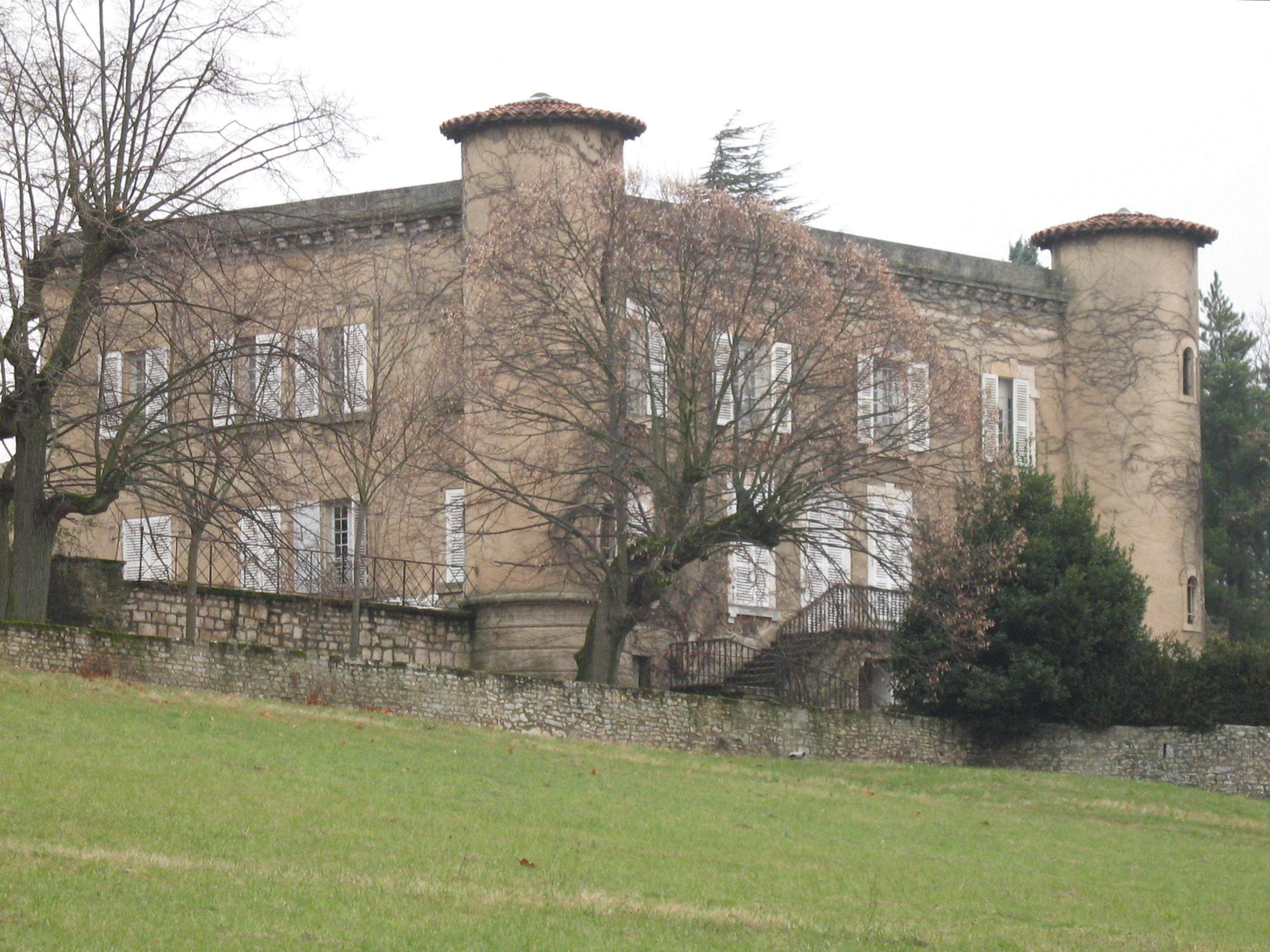
Le château des Bassieux.
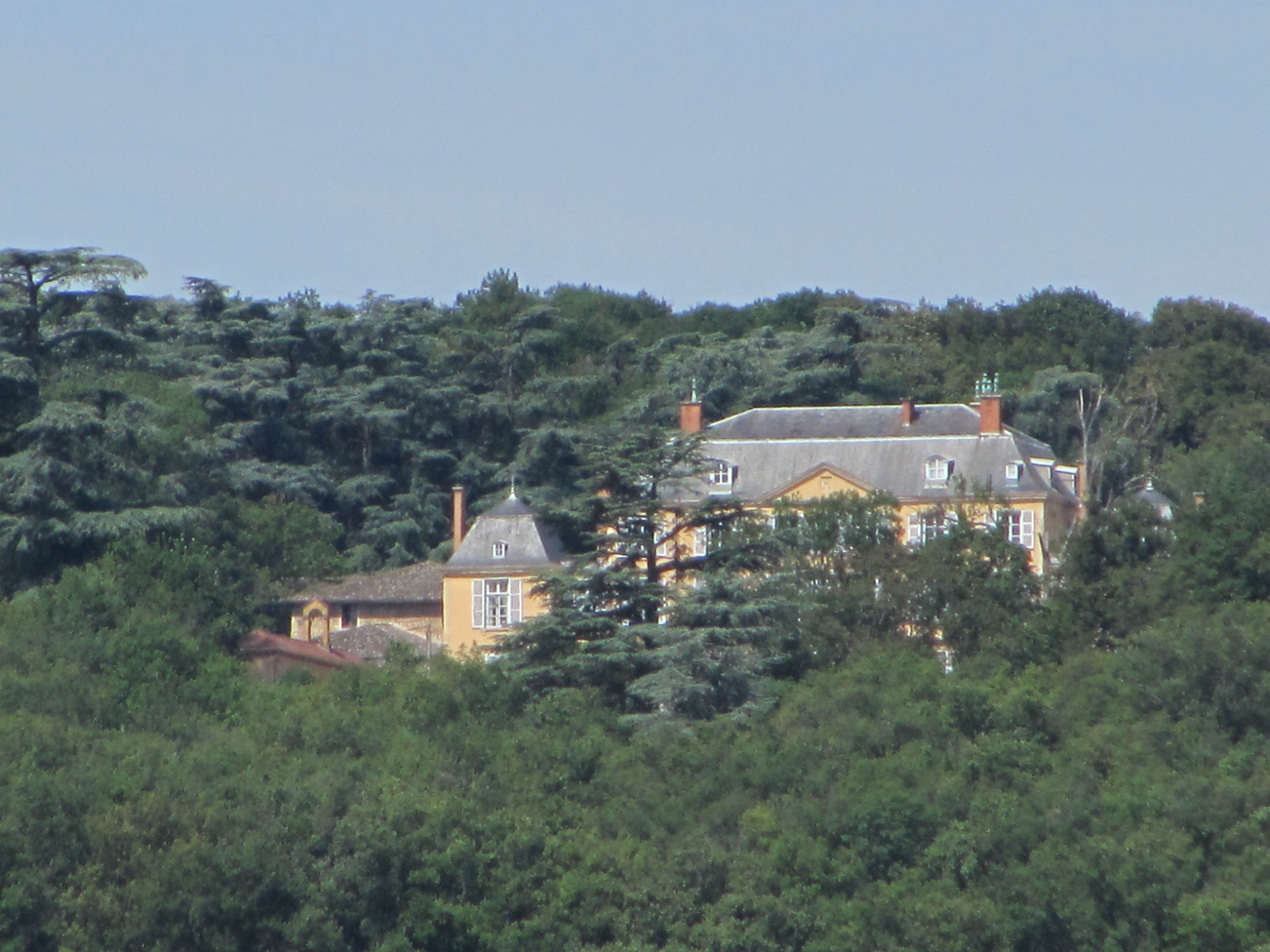
Le château de Saint-Trys.
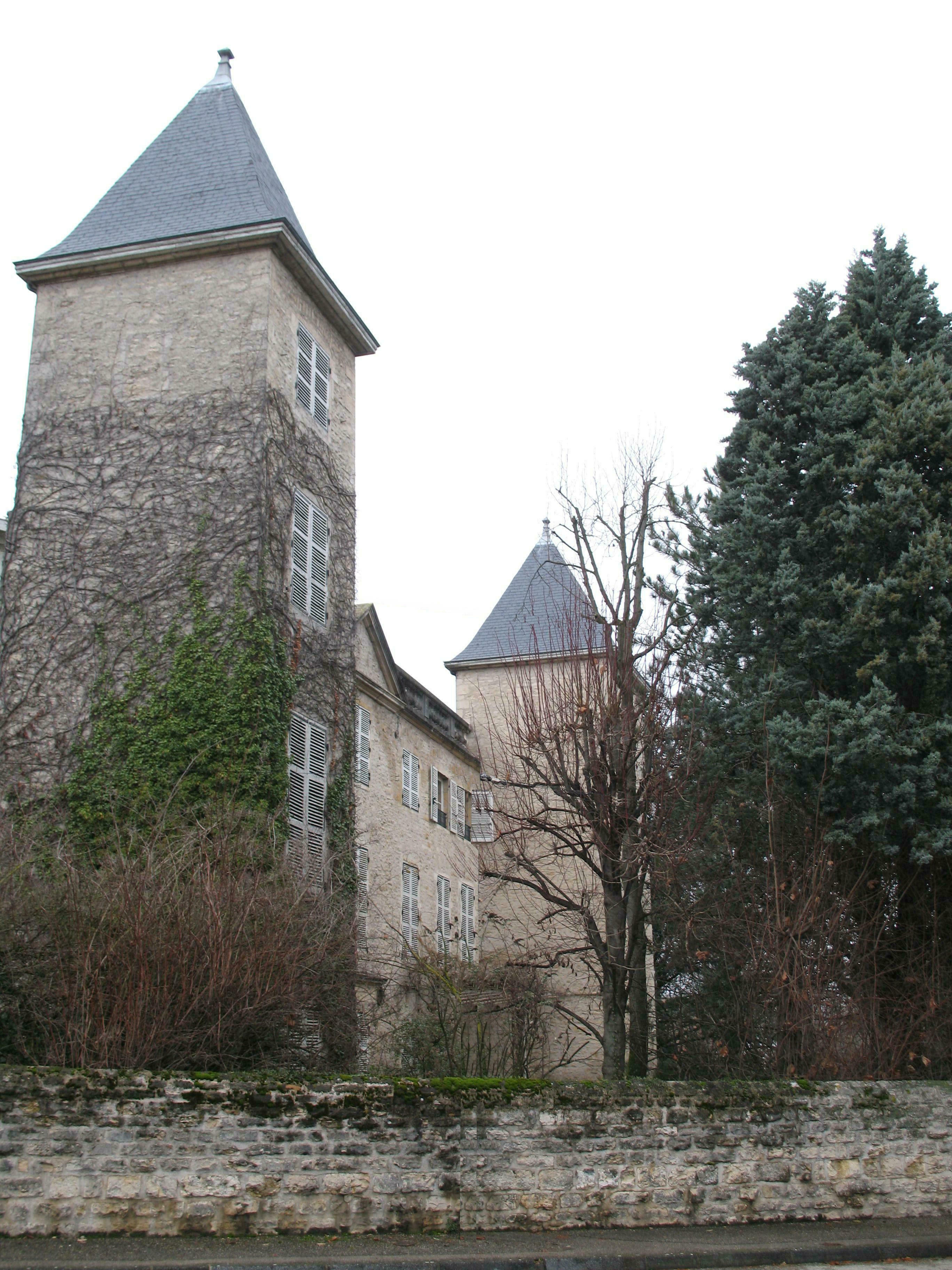
Le château du Jonchay.

### Patrimoine environnemental et touristique
- Le «petit train », ligne de 2,5 km à voie de 0,38 m au départ d'Anse vers le lieu-dit Le Colombier, avec desserte du camping « Les Portes du Beaujolais » ;
- Depuis 2010, l'écomusée « Engrangeons la Mémoire » a ouvert ses portes. Il retrace l'histoire d'une famille paysanne durant la guerre de 1914–1918.

### Espaces verts et fleurissement
En 2014, la commune obtient le niveau « une fleur » au concours des villes et villages fleuris.